# Behemoth

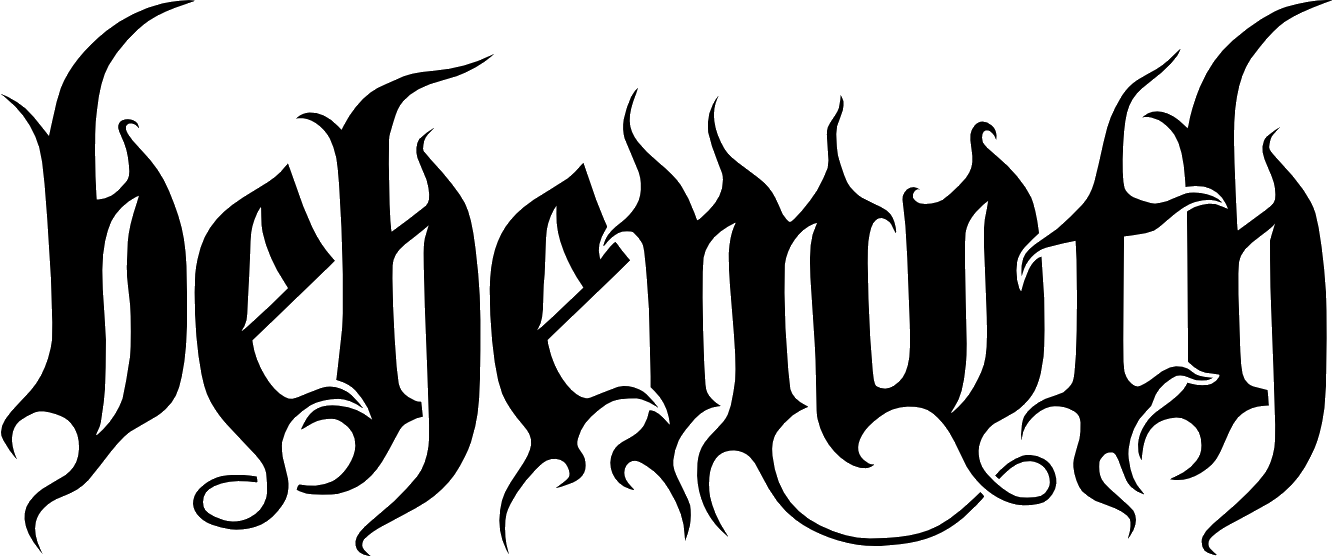
Logotyp zespołu

Behemoth (IPA [bəˈhiːməθ], hebr. בהמות dosłownie „bestie”) – polska grupa muzyczna, powstała w październiku 1991 roku w Gdańsku, występująca do 1992 roku pod nazwą Baphomet. Na początku prezentowała styl muzyczny zaliczany do black metalu, później, od 1994 roku, zbliżony do pagan metalu, szeroko wykorzystując w nagraniach gitarę akustyczną. Następnie zespół zaczął wykonywać muzykę z rodzaju death metalu, porzucając tematykę pogańską na rzecz szeroko rozumianego okultyzmu oraz mitologii Bliskiego Wschodu. W początkowym okresie działalności za sprawą gościnnej współpracy z Robertem Fudalim (Graveland) grupa była błędnie wiązana z nurtem NSBM. Obecnie Behemoth jest muzycznie kategoryzowany tak jak zespoły Nile oraz Morbid Angel.
Liderem zespołu nieprzerwanie od 1991 roku jest główny kompozytor i autor tekstów Adam „Nergal” Darski. Pełni on również funkcję menedżera grupy, kierując powołaną w tym celu agencją New Aeon Music. Jest on pierwszym zespołem w historii polskiej muzyki rozrywkowej, którego wydawnictwo w 2007 roku znalazło się na liście sprzedaży Billboard, notowane w pierwszym tygodniu sprzedaży na miejscu 149. Natomiast w Polsce ósmy album grupy The Apostasy w pierwszym tygodniu sprzedaży osiągnął dziewiąte miejsce w rankingu OLiS. Behemoth doczekał się również publikacji w czasopismach takich jak Kerrang!, Metal Hammer, Przekrój, L.A. Weekly, Gazeta Wyborcza, New York Times, Revolver oraz Decibel Magazine, w którego rankingu Adam „Nergal” Darski znalazł się na 17. miejscu listy Top 20 Death Metal Guitarists (ang. „20 najlepszych gitarzystów deathmetalowych”).
Z zespołem od wielu lat współpracują m.in. Tomasz „GRAAL” Daniłowicz, autor okładek płyt grupy oraz oprawy graficznej, inżynier dźwięku i producent muzyczny Arkadiusz „Malta” Malczewski oraz członkowie New Aeon Society: webmaster behemoth.pl Maciej „Manticore” Gruszka, administrator profilu myspace Boris „Hatefrost” Kaluzny, fotografik Krzysztof „Sado” Sadowski oraz Krzysztof Azarewicz, poeta, autor tekstów i konsultant merytoryczny.
Według lidera zespołu jego twórczość ma charakter antychrześcijański. Podczas koncertów grupa występuje w charakterystycznym czarno-białym makijażu oraz kostiumach, tradycyjnie używanych przez prekursorów gatunku black metal, takich jak Venom, Celtic Frost oraz Mayhem. W 2010 roku zespół otrzymał nagrodę polskiego przemysłu fonograficznego – Fryderyka w kategorii Album roku metal za wydawnictwo pt. Evangelion.

## Historia

### 1991−1996

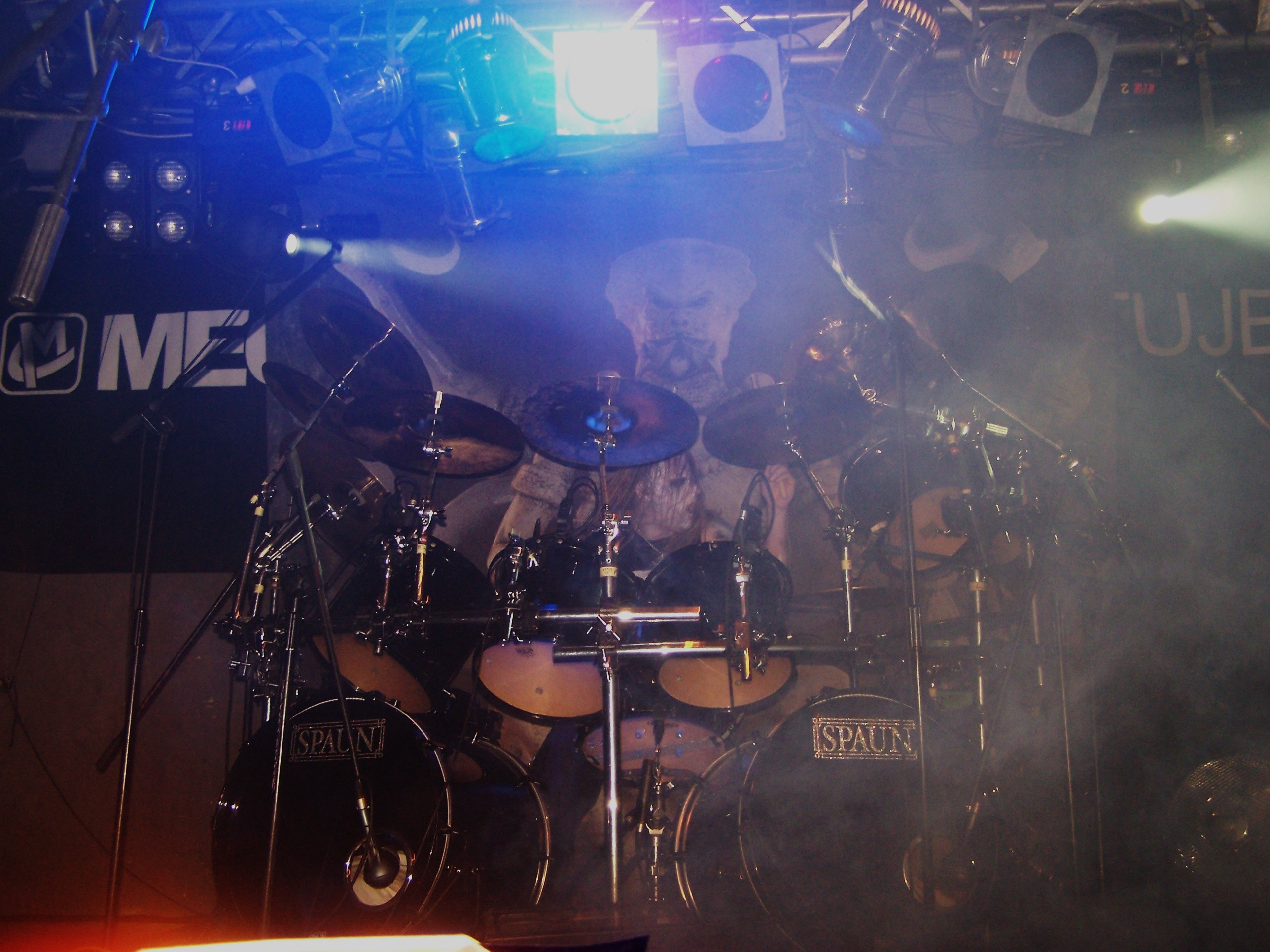
Zbigniew „Inferno” Promiński podczas występu na The Apostasy Tour w roku 2007 – na drugim planie zdjęcia widoczna jest okładka albumu The Apostasy przedstawiająca postać nawiązującą do hinduskiej bogini czasu i śmierci Kali – rzeźbę wykonał grafik grupy, GRAAL

Grupa powstała w 1991 roku w Gdańsku na osiedlu Żabianka z inicjatywy 14-letniego wówczas Adama Michała Darskiego oraz 15-letniego Adama Muraszko, grającego na perkusji, występujących pod pseudonimami odpowiednio „Holocausto” oraz „Sodomizer”. Sami muzycy poznali się w 1987 roku, gdy jako dzieci zafascynowani muzyką takich grup jak Kat, TSA, Kiss, Metallica, Poison oraz Perfect z gatunku rock i heavy metal zaprzyjaźnili się, marząc o stworzeniu grupy. Pierwsze próby zespołu odbywały się w piwnicach pobliskiej szkoły podstawowej, gdzie dzięki uprzejmości miejscowych zespołów niedysponujący własnym instrumentem (perkusja) Muraszko mógł grać; Darski swoją gitarę dostał w prezencie od rodziców. Pierwszą perkusję muzyk zakupił kilka lat później. Zarobił na nią sprzedając wraz z Darskim uprzednio przygotowane w garażu rodziców kopie kaset magnetofonowych oraz naklejek na targowisku w gdańskiej Oliwie.
Pierwszy koncert zagrali w Białymstoku. Do 1992 roku zespół funkcjonował pod nazwą Baphomet. W tym samym roku pod nazwą Behemoth ukazało się pierwsze wydawnictwo grupy zatytułowane Endless Damnation zarejestrowane wiosną w piwnicy gdańskiego liceum ogólnokształcącego nr 12, przy udziale gitarzysty i basisty Adama Malinowskiego ps. „Desecrator”. Wkrótce potem próby grupy odbywały się w Miejskim Domu Kultury, a następnie we własnej sali w nadmorskiej dzielnicy Gdańska Brzeźnie. Behemoth jako duet: „Nergal” (poprzednio „Holocausto”) i „Baal” (poprzednio „Sodomizer”) jeszcze tego samego roku zrealizował kolejne wydawnictwo demo – The Return of the Northern Moon z gościnnym udziałem Roberta Fudali ps. „Rob Darken” (występującego w grupie Graveland), który wykonał partie klawiszowe. Demo zostało poprzedzone utworem promocyjnym „The Return of the Blasphemer”, do którego gościnnie partie gitary basowej zrealizował „Obscure Perversion” (właśc. Krzysztof Piekarski; od 2018 r. perkusista w „Głęboko Wycofani”).
Wydawnictwo zawierało m.in. cover utworu „Agressor” szwajcarskiej grupy Hellhammer. Demo zostało zrealizowane w Warrior Studio w Gdyni przez Krzysztofa „Krisa” Maszotę. Album The Return of the Northern Moon wydała na początku 1993 roku polska wytwórnia płytowa Pagan Records, dwa lata później zaś Last Epitaph Production wydała go jako płytę winylową. Tego samego roku do zespołu oficjalnie dołączył basista Sebastian „Orcus” Kolasa i gitarzysta „Frost”. Czteroosobowy skład nagrał dwie taśmy demo z prób, kolejno „Thy Winter Kingdom” oraz „Adv. III demo ...From the Pagan Vastlands”. Obie kasety miały bardzo niski nakład i rozeszły się po zinach i przyjaciołach zespołu.
W grudniu 1993 roku powstało trzecie, oficjalne demo grupy, zatytułowane ...From the Pagan Vastlands, wzbogacone o cover utworu „Deathcrush” grupy Mayhem, zrealizowane ponownie przez Maszotę. Za brzmienie odpowiedzialny był sam zespół, występujący już jako trio z Rafałem „Frostem” Brauerem. Demo zostało wydane w 1994 roku przez Pagan Records, w Europie natomiast przez Nazgul’s Eerie. Rok później całość wydana została na CD przez Wild Rags w USA. Nagranie trzeciego dema zaowocowało podpisaniem kontraktu z włoską wytwórnią płytową Enthropy Records.
W 1994 roku na zaproszenie paganmetalowej grupy Mastiphal „Nergal” zagrał na perkusji na albumie pt.Nocturnal Landscap. Natomiast w lipcu 1994 roku ponownie w Warrior Studio grupa przystąpiła do pracy nad materiałem na minialbum roboczo zatytułowanym Moonspell Rites. Album zatytułowany ostatecznie And the Forests Dream Eternally został wydany tego samego roku przez Enthropy Records. Ponownie jako duet „Nergal” i „Baal” jeszcze w grudniu 1994 roku w 8 Studio muzycy zarejestrowali wydany przez Pagan Records pierwszy album pt. Sventevith (Storming Near the Baltic), z gościnnym udziałem klawiszowca Cezarego „Cezara” Augustynowicza, założyciela grupy muzycznej Christ Agony. Rok później Seventevith został wydany jako płyta winylowa przez Last Epitaph Production. Album był inspirowany głównie pogańskimi wierzeniami, okładka płyty ozdobiła praca Davida Tierre (Dark Arts). Podczas nagrywania materiału partie instrumentów klawiszowych wykonał gościnnie Cezary Augustynowicz z grupy Christ Agony. Płyta została dobrze przyjęta zarówno przez fanów, jak i krytyków, czego efektem był kontrakt z niemiecką wytwórnią Solistitium Records na dwa kolejne pełnowymiarowe albumy.

### 1996−2003

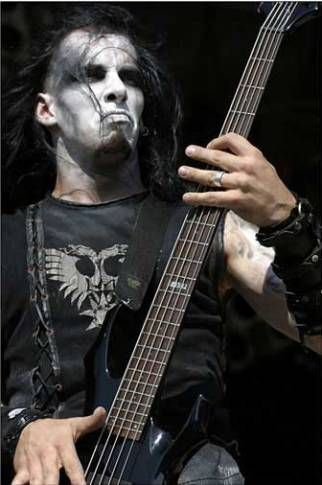
Tomasz „Orion” Wróblewski podczas koncertu na Mystic Festival w roku 2005

Pierwszym albumem w nowej wytwórni był wydany w Polsce przez Atratus Music w 1996 roku Grom. Płyta została nagrana w grudniu 1995 roku w składzie poszerzonym o Leszka „Lesa” Dziegielewskiego, gitarzystę grupy Damnation, ponadto sesyjnie muzyków wsparł Piotr Weltrowski, odpowiedzialny za instrumenty klawiszowe. Okładkę albumu ponownie ozdobiła praca Davida Tierre (Dark Arts). Sama muzyka oscylowała wokół brzmień osadzonych z jednej strony w gatunku black i thrash metal, a z drugiej w dźwiękach bliskich folkowi wzbogaconemu żeńskim śpiewem. Na albumie ukazały się również dwa utwory w języku polskim zatytułowane „Grom” i „Lasy Pomorza”.
W 1997 roku został wydany split album z grupą Damnation pod tytułem And the Forests Dream Eternally/Forbidden Spaces. Jak wskazuje pierwsza część tytułu albumu, dla Behemotha nie był to nowy materiał, lecz nagrania z demo And the Forests Dream Eternally. Było to ostatnie wydawnictwo z perkusistą „Baalem”, który odszedł 11 października 1996 roku po jedynym koncercie grupy promującym album Grom w warszawskim klubie Remont. Muraszko po odejściu z zespołu wraz z Leszkiem Dziegielewskim założył grupę Hell-Born. Muzyka zastąpił pochodzący z Tczewa Zbigniew Promiński ps. „Inferno” (poprzednio w grupie Damnation), z którym zespół w lutym 1997 zarejestrował trzy utwory na potrzeby minialbumu Bewitching the Pomerania.
Tego samego roku lider grupy „Nergal” rozpoczął studia na Uniwersytecie Gdańskim na obecnym Wydziale Filologiczno-Historycznym. Nie przeszkodziło to jednak w wydaniu kolejnego albumu, zatytułowanego Pandemonic Incantations, zrealizowanego na przełomie sierpnia i września w olsztyńskim Selani Studio już bez Leszka „Lesa” Dziegielewskiego. Do grupy dołączył basista „Mefisto”. Album został wydany przez Novum Vox Mortis i Solistitium Records 2 marca 1998 roku oraz rok później przez włoską wytwórnię muzyczną Avantgarde Music. Okładkę oraz layout albumu wykonał GRAAL przy współpracy z „Marquisem”, powstało również nowe logo zespołu. Płyta odniosła sukces, co zaowocowało kontraktem ze wspomnianą wytwórnią Avantgarde Music. Na wspomnianym wydawnictwie znalazł się utwór zatytułowany „Chwała mordercom Wojciecha”.
W 1998 roku perkusista grupy „Inferno” wraz z muzykami grup Witchmaster (basista i wokalista „Bruno”) i Thunderbolt (gitarzysta „D.”) założył deathmetalową grupę Azarath. Także w 1998 roku wydany został tribute album zatytułowany Czarne zastępy – W hołdzie Kat, na którym grupa zaprezentowała interpretację utworu z 1984 roku zatytułowanego Ostatni tabor, nagraną w P.J. Studio z inżynierem dźwięku Robertem Hajdukiem. W 25 października 1999 wytwórnia Avantgarde Music wydała kolejny album grupy Behemoth zatytułowany Satanica, nagrywany w Starcraft Stimulation Studios. Wcześniej w wyniku rozłamu grupę opuścił „Mefisto” oraz, na krótko, „Inferno”. Do zespołu powrócił Leszek Dziegielewski. W refrenie utworu „Decade of Therion” ze wspomnianego albumu pojawia się grecka formuła egzorcystyczna Apo pantos kakodaimonos, w wolnym tłumaczeniu oznaczająca Chroń nas przed złymi duchami. Niedługo po wydaniu albumu (w 1999) zespół wystąpił kilkadziesiąt razy, promując nowy materiał m.in. na festiwalu A Dragon’s Blaze Festival, trasach koncertowych we Francji, Hiszpanii i Anglii wraz z takimi grupami jak Deicide (USA), Rotting Christ (Grecja), Ancient Rites (Belgia) oraz Satyricon (Norwegia).
W sierpniu 2000 roku Promiński na zaproszenie grupy Artrosis nagrał gościnnie partie perkusji na reedycjach dwóch albumów grupy, ponadto zagrał na promocyjnym wydawnictwie grupy Devilyn. Tego samego roku nakładem Metal Mind Productions ukazało się zrealizowane w Krakowie pierwsze wydawnictwo VHS Behemoth zatytułowane Live Eschaton, poprzedzające album Thelema.6. Nagrany został na przełomie lipca i sierpnia w lubelskim Hendrix Studio we współpracy z poetą i tłumaczem Krzysztofem Azarewiczem, a także nowym gitarzystą Mateuszem Śmierzchalskim ps. „Havoc” oraz sesyjnym basistą Marcinem Nowakiem ps. „Novy”, występującym również z grupą Devilyn. Na albumie pojawił się m.in. utwór „Inauguration of Scorpio Dome” inspirowany filmem Kennetha Angera pt. „Lucifer Rising” z 1972 roku oraz utwór „Vinvm Sabbati” nawiązujący do formuły magicznej Zos Kia Cultus Austina Osmana Spare. Wydawnictwo ukazało się w USA za pośrednictwem Olympic Records oraz w Rosji dzięki Irond Productions. Zespół podpisał również kontrakt z brazylijską wytwórnią płytową Moira Records. Wydawnictwo było promowane podczas koncertów na objazdowym festiwalu X-Mass Festivals, podczas których Behemoth występował z takimi grupami jak m.in. Morbid Angel, The Crown, Dying Fetus.

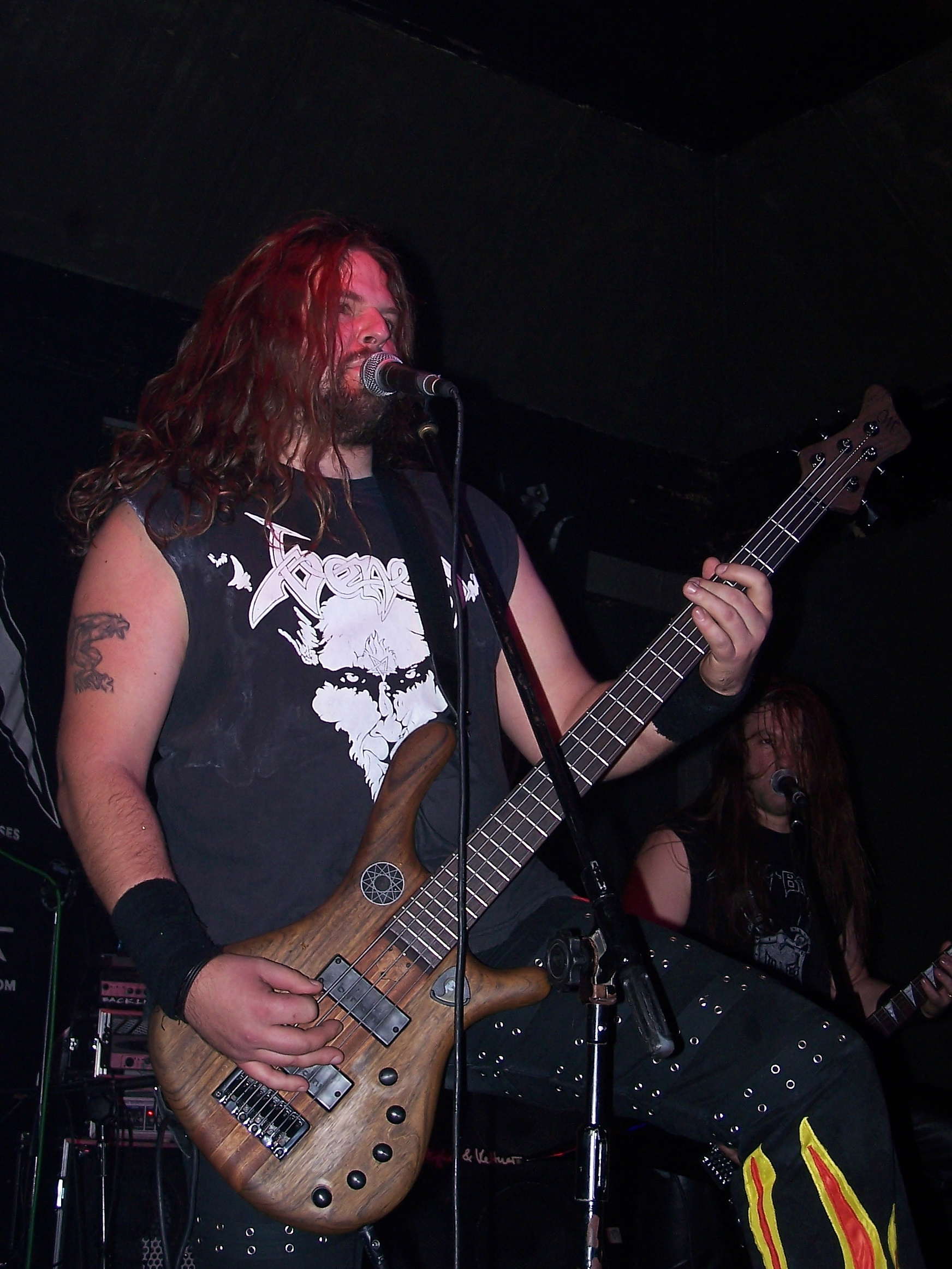
Były perkusista i współzałożyciel Behemoth Adam „Baal Ravenlock” Muraszko. Muzyk występował w grupie w latach 1991–1996 (na zdjęciu jako basista podczas koncertu wraz z grupą Hell-Born)

Latem 2001 roku „Nergal” pod pseudonimem „Howlin’ De Ville” zaśpiewał i zagrał na gitarze basowej na promocyjnym wydawnictwie Hellrock Cowboys grupy Wolverine. Na wspomnianym wydawnictwie jako perkusista wystąpił również fotograf Krzysztof Sadowski, tutaj pod pseudonimem „John Wayne Orlowski”. Tego samego roku zespół Behemoth wstąpił na festiwalach Wacken Open Air (m.in. z grupami Annihilator, Arch Enemy, Dark Tranquillity, Helloween (Niemcy), Jag Panzer, Kamelot, Lacuna Coil), Metalfest w Poznaniu (wraz z grupą Napalm Death), With Full Force, Inferno Metal Festival (m.in. wraz z grupami Carpathian Forest oraz Lock Up) i Mystic Festiwal (m.in. ze skandynawskimi grupami Mayhem oraz Children of Bodom), jesienią zaś jako headliner odbył europejską trasę koncertową wraz z grupami Carpathian Forest i Khold. Ponadto w listopadzie tego samego roku Behemoth wystąpił podczas polskiego festiwalu Thrash’em All wraz z grupami Vader, Lux Occulta, Sceptic, Hate oraz brazylijskim zespołem Krisiun.
W 2002 roku zespół przystąpił do pracy nad albumem zatytułowanym Zos Kia Cultus (Here and Beyond), w międzyczasie Darski zaśpiewał gościnnie na albumach grup Mess Age, Vader i Hangover. Nowy album Behemoth został poprzedzonym minialbumem Antichristian Phenomenon, wydanym nakładem Avantgarde Music. Wydawnictwo zostało zrealizowane z gościnnym udziałem instrumentalisty klawiszowca Macieja Niedzielskiego, muzyka z grupy Artrosis, perkusisty Adama Sierżęgi (Lost Soul) i gitarzysty Łukasza „Bonego” Lubona, członka zespołu Devilyn. Na wspomnianym minialbumie znalazły się utwory „Carnage” z repertuaru grupy Mayhem oraz „Day of Suffering” grupy Morbid Angel. W 2001 roku pierwszy utwór został zamieszczony na kompilacji wydanej nakładem Avantgarde Music zatytułowanej Originators of Northern Darkness – A Tribute to Mayhem, drugi zaś na kompilacji zatytułowanej Tyrants From the Abyss – A Tribute to Morbid Angel (2002). Również w 2002 roku nakładem Metal Mind Productions ukazał się box Historica oraz edycja DVD kasety VHS pt. Live Eschaton: The Act of Rebellion – grupa Behemoth uznała wydawnictwa za nieoficjalne. Zespół, wykorzystując przerwy w komponowaniu, koncertował we wschodniej Europie oraz w Meksyku wraz grupami The Haunted i Witchery.
Latem tego samego roku w lubelskim Hendrix Studio, we współpracy z Arkadiuszem „Maltą” Malczewskim podczas trwającej 700 godzin pracy sesji nagraniowej zespół zrealizował album Zos Kia Cultus (Here and Beyond) z gościnnym udziałem instrumentalisty klawiszowca Jerzego „U.Recka” Głód (członka grupy Lux Occulta). W wydawnictwie tym zespół po raz pierwszy zastosował siedmiostrunowe gitary elektryczne. Charakterystyczne dla albumu są także zmiany tempa i partie solowe perkusisty grupy, „Inferna”. W utworze „Here and Beyond” został wykorzystany riff rozpoczynający utwór „Cursed Angel of Doom” z dema Endless Damnation. Wydawnictwo było promowane zrealizowanym kosztem 4000 zł teledyskiem do utworu „As Above So Below” oraz podczas europejskiej trasy koncertowej m.in. we Włoszech oraz krajach skandynawskich wraz z australijską grupą Destroyer 666, amerykańską Diablolic, Darkane oraz polskimi zespołami Frontside i Crionics.

### 2003–2009

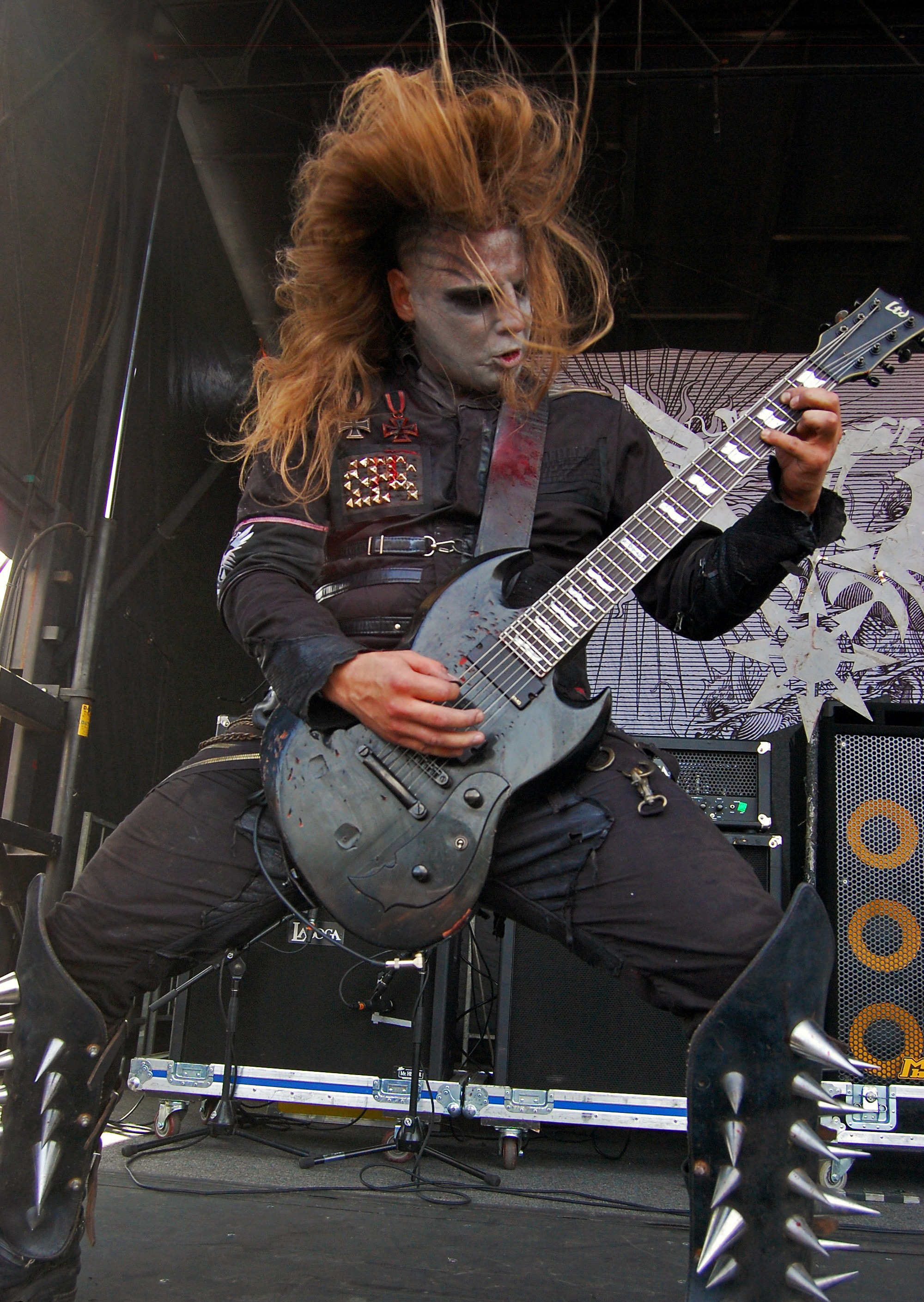
Patryk „Seth” Sztyber podczas występu na Rockstar Energy Mayhem Fest 8 sierpnia 2009. Na zdjęciu muzyk z charakterystycznymi nagolennikami.

11 marca 2003 roku album Zos Kia Cultus dzięki Century Media Records ukazał się w USA. Promowany był tam podczas koncertów, w których brały udział takie grupy jak: Deicide, Amon Amarth i Revenge. Behemoth na zaproszenie wokalisty Glenna Danziga zagrał również na objazdowym festiwalu Blackest of the Black Festivals w USA, występując wraz z zespołami Opeth, Nile, Superjoint Ritual oraz Danzig. 14 września tego samego roku ukazał się kolejny minialbum grupy, Conjuration, zawierający m.in. interpretacje utworów grup Nine Inch Nails (utwór „Wish”) oraz Venom (utwór „Welcome to Hell”). Zespół podpisał kontrakt płytowy ze szwedzką wytwórnią muzyczną Regain Records, dla której w 2004 roku wydał dobrze przyjęty przez krytykę i fanów album Demigod. W nagraniu gościnnie wystąpił Karl Sanders, gitarzysta grupy Nile. Wcześniej zespół opuścił sesyjny basista Marcin Nowak, który dołączył do grupy Vader, wkrótce zastąpił go pochodzący z Legionowa Tomasz „Orion” Wróblewski, instrumentalista z zespołu Vesania. Tymczasowo, podczas trasy koncertowej Unnatural Born Killers Tour, zastąpił go Istvan Lendvay z amerykańskiej grupy Rise. Tego samego roku „Inferno” dołączył do grupy Witchmaster, z którą nagrał dwa albumy, niedługo potem opuścił zespół, skupiając się na działalności w grupie Behemoth.
W 2004 roku, tuż przed realizacją albumu Demigod, Behemoth opuścił gitarzysta „Havoc”, który poświęcił się działalności w grupie Blindead. Tym samym Wróblewski stał się pełnoprawnym członkiem zespołu. Do grupy sesyjnie dołączył Patryk Sztyber ps. „Seth” (występujący z Nomad). Z jego udziałem powstał nowy album, który został zmiksowany przez Daniela Bergstranda w szwedzkich Dug out Studios. Maska na twarzy postaci z okładki albumu pt. Demigod została wykonana przez Norberta Grabianowskiego we współpracy z Zenonem Darskim, ojcem lidera grupy Adama Darskiego. Ponadto wspomniana postać przedstawia „zlepek” fotografii obecnych muzyków grupy zmodyfikowanych na potrzeby albumu.
Wydawnictwo wydane 25 października nakładem Regain Records było promowane podczas koncertów w Europie, Stanach Zjednoczonych oraz Ameryce Południowej. Na albumie znalazł się m.in. utwory „Before Aeons Came” inspirowany dramatem „Atlanta in Calydon” autorstwa Algernona Charlesa Swinburnea; „Slaves Shall Serve”, którego tytuł pochodzi z książki The Book of the Law Aleistera Crowleya oraz „The Reign ov Shemsu-Hor” inspirowany książką „From the Ashes of the Angels. The Forbidden Legacy of a Fallen Race” brytyjskiego pisarza Andrew Collinsa. W ramach promocji albumu Demigod zrealizowano dwa teledyski w reżyserii Joanny Rechnio (współpracującej m.in. z grupą O.N.A.): pierwszy do utworu „Conquer All” (ukazał się on również we wzbogaconej edycji albumu Demigod w 2005 roku) oraz drugi do utworu „Slaves Shall Serve”, ocenzurowany przez amerykańską stację muzyczną MTV. W 2005 roku ukazał się on wraz z kolejnym minialbumem o tym samym tytule. Wydawnictwo ukazało się 20 października i zostało limitowane przez Regain Records do 3000 sztuk w Europie, zaś w USA przez Century Media do 5000 sztuk. Ponadto na albumie tym ukazały się interpretacje utworów „Penetration” grupy The Nefilim oraz „Until You Call on the Dark” grupy Danzig. Tego samego roku podczas trasy koncertowej po Stanach Zjednoczonych samochód, którym podróżował zespół, został ostrzelany przez anonimowego sprawcę podczas nocnego postoju. Przyczyn zdarzenia nie ustalono. W wyniku tego zdarzenia nie ucierpiał żaden z członków ekipy koncertowej.
W 6 sierpnia 2004 roku nakładem Regain Records ukazało się pierwsze dwupłytowe wydawnictwo DVD zespołu zatytułowane Crush.Fukk.Create. Requiem for Generation Armageddon, zawierające nagrania koncertów z Mystic Festival 2001 oraz Party Sun Festival w Niemczech. Całość wieńczył cykl koncertów na całym świecie, m.in. w USA, Europie, Australii, Izraelu oraz Grecji, gdzie zespół występował z takimi grupami jak Supreme Lord, Krisiun, Incantation, Ragnarok, Cattle Decapitation, King Diamond, Nile czy The Black Dahlia Murder. W samych Stanach Zjednoczonych Sprzedano 35000 egzemplarzy płyty Demigod.
W 2006 roku lider grupy „Nergal” wraz z gitarzystą Jackiem Hiro (Sceptic) dołączył do supergrupy Voodoo Gods w której występują m.in. Alex von Poschinger, Tony Norman (Monstrosity), Seth van de Loo (Severe Torture), Mike Browning (Acheron), Jean Baudin (Nuclear Rabbits) oraz David Shankle (Manowar). 6 czerwca tego samego roku ukazało się limitowane do 10000 sztuk kompilacyjne wydawnictwo Behemoth zatytułowane Demonica, zawierające wczesne nagrania demo oraz utwory niepublikowane. 11 grudnia tego samego roku w gdańskim RG Studio grupa przystąpiła do sesji nagraniowej, która zakończyła się w kwietniu następnego roku, udostępniając na stronach oficjalnego profilu YouTube grupy co kilka tygodni reportaże z cyklu nagrań. Efektem pracy muzyków był wydany w 2007 roku nakładem Regain Records album The Apostasy (tytuł płyty nawiązuje do terminu „apostazja”), zrealizowany z gościnnym udziałem jazzowego pianisty Leszka Możdzera oraz wokalisty Warrela Dane (z grupy Nevermore) w utworze „Inner Sanctum”. Do produkcji albumu zespół zaangażował sekcję dętą (Piotr Gluch – trąbka, Jacek Swędrzyński – waltornia, Marcin Dziecielewski – puzon) oraz chór. Fotografie promocyjne do albumu wykonał Krzysztof „Sado” Sadkowski podczas sesji zdjęciowej w Malborku. Powstał także zrealizowany w Los Angeles teledysk do utworu „Prometherion” w reżyserii Sorena, współpracującego z takimi grupami jak All That Remains i Unearth. Tekst do wspomnianego utworu został zainspirowany dramatem „Prometheus Unbound” Percy’ego Bysshe Shelleya. Nowy album grupy zyskał popularność na świecie wraz z powszechnym uznaniem krytyków komentujących rozwój muzyków.
The Apostasy było promowane podczas koncertów w Stanach Zjednoczonych na objazdowym festiwalu Ozzfest, z udziałem takich wykonawców jak Lamb of God, Hatebreed, Ozzy Osbourne, DevilDriver, Nile, Static-X oraz Lordi. 15 sierpnia tuż przed koncertem grupy w miejscowości Holmdel w ramach wspomnianego festiwalu lider grupy „Nergal” udał się do Nowego Jorku, gdzie w centrali MetalKult udzielił lekcji gry na gitarze zgromadzonej publiczności, prezentując wczesne oraz nowe nagrania zespołu, były to m.in. „Summoning of the Ancient Ones”, „Conquer All” i „Demigod”. Ponadto zespół Behemoth wystąpił w Europie, m.in. z grupą Kataklysm, oraz ponownie w USA podczas dwumiesięcznej trasy koncertowej Radio Rebellion wraz z grupami Job for a Cowboy, Gojira oraz Beneath the Massacre.

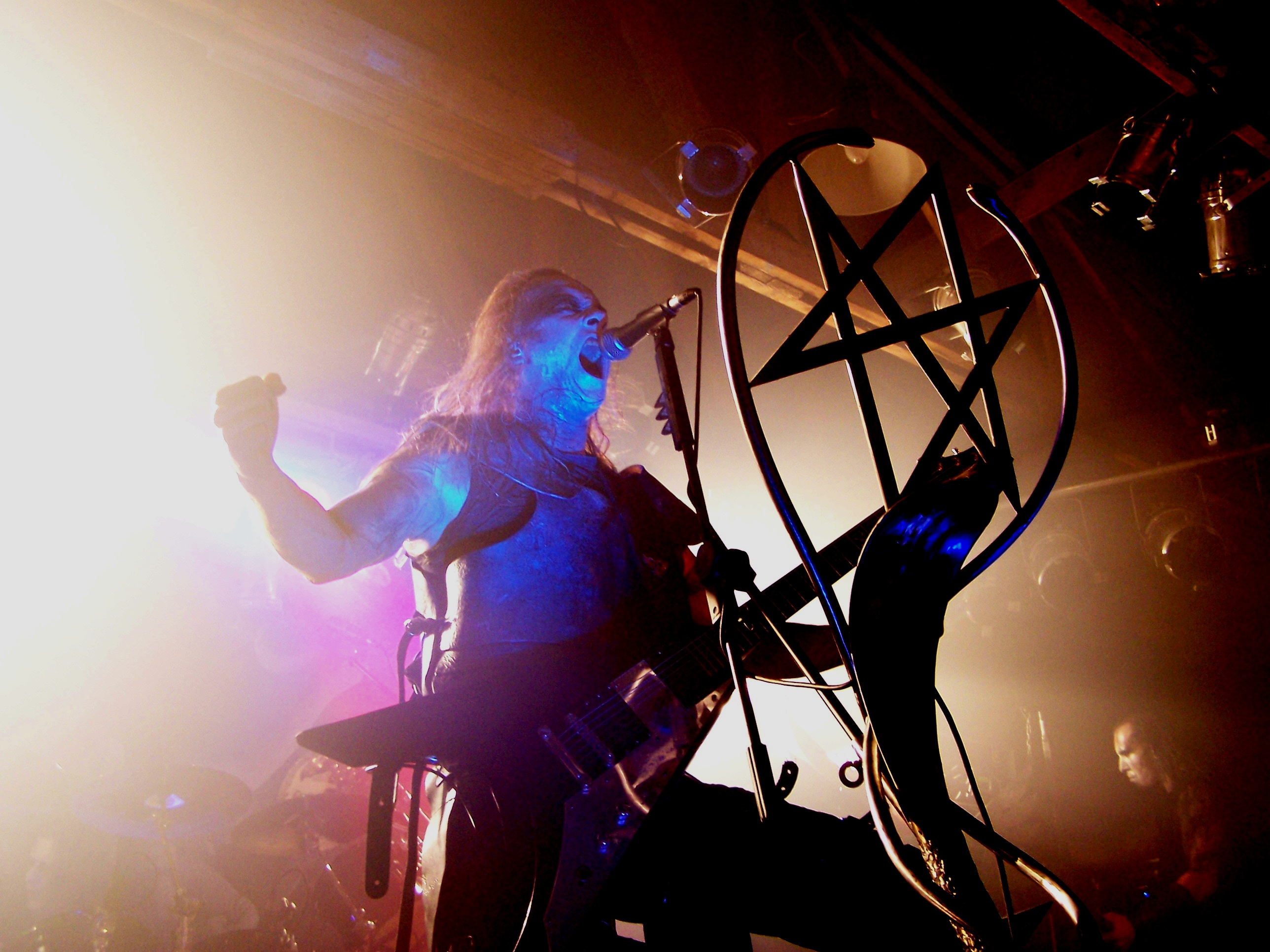
Adam „Nergal” Darski podczas występu na The Apostasy Tour w roku 2007 (Jako elementu scenografii grupa używa wymyślonego przez Aleistera Crowleya symbolu heksagramu Thelemy widocznego na pierwszym planie)

7 stycznia 2008 roku wraz z grupami Vader, Virgin Snatch oraz Frontside zespół wystąpił w warszawskim klubie Stodoła na charytatywnym koncercie poświęconym pamięci zmarłego w wyniku wypadku samochodowego na Białorusi perkusiście Witoldowi „Vitkowi” Kiełtyce oraz wokaliście Adrianowi „Covanowi” Kowankowi, który odniósł poważne obrażenia. Muzycy występowali w grupie Decapitated. 11 stycznia tego samego roku grupa poinformowała o podpisaniu kontraktu płytowego z wytwórniami muzycznymi Nuclear Blast Records i Metal Blade Records (dla których albumy wydają takie grupy jak Dimmu Borgir, Manowar czy Hypocrisy), odpowiedzialnymi za wydanie kolejnych płyt grupy na rynku europejskim (Nuclear Blast Records) oraz amerykańskim (Metal Blade Records). Tego samego roku zespół zapowiedział rozpoczęcie prac nad nowym, niezatytułowanym obecnie albumem studyjnym, wydawnictwem DVD oraz kontynuację The World Apostasy Tour obejmującą m.in. Wielką Brytanię oraz Półwysep Iberyjski (Hiszpania, Portugalia).
Natomiast po powrocie do kraju, we Wrocławiu, podczas trwającej dwa dni sesji nagraniowej (28 i 29 stycznia) zrealizował kolejny teledysk do utworu „At the Left Hand ov God” z albumu The Apostasy w produkcji Dariusza Szermanowicza oraz Grupy 13. 17 lutego w paryskim klubie La Locomotive zespół nagrał koncert, który ma być wydany na DVD w ramach wywiązania się z kontraktu z wytwórnią Regain Records. Premiera wydawnictwa została zaplanowana na jesień 2008 roku. W kwietniu tego samego roku Behemoth wystąpił na The Invaluable Darkness Tour Part 2, obejmującym dwadzieścia cztery miasta w Stanach Zjednoczonych i Kanadzie, wraz z grupami Dimmu Borgir i Keep of Kalessin. Zapowiedziany został również udział zespołu podczas letnich festiwali, m.in. na Neurotic Deathfest w maju; Casa Gateways Festival, Hove Festivalen, Graspop Festival i Tuska Open Air w czerwcu, Arvika Festivalen i Metalcamp w lipcu, Partysan Open Air, Summer Breeze Open Air, Brutal Assault i Hole in the Sky Festival w sierpniu i na Asgard Festival we wrześniu, wieńczący cykl koncertowy w ramach promocji albumu The Apostasy, który został sprzedany na całym świecie w nakładzie 70 000 egzemplarzy. 29 kwietnia na oficjalnej stronie i profilu myspace zespołu odbyła się premiera zrealizowanego we Wrocławiu teledysku do utworu „At the Left Hand ov God”.
W czerwcu 2008 roku nakładem Mystic Production ukazała się reedycja albumu The Apostasy z dodatkową płytą DVD, zawierającą m.in. nagrania wideo z procesu realizacji albumu, natomiast w sierpniu zespół poinformował o planowanej na październik premierze jego pierwszego albumu koncertowego pt. At The Arena ov Aion – Live Apostasy. We wrześniu tego samego roku teledysk do utworu „At the Left Hand ov God” został nominowany do nagrody Festiwalu Polskich Wideoklipów Yach Film w kategoriach za najlepszą reżyserię, najlepszy montaż oraz Grand Prix za najlepszy klip. W październiku 2008 roku ukazał się pierwszy album koncertowy Behemoth zatytułowany At The Arena ov Aion – Live Apostasy. Natomiast 11 listopada ukazał się szósty minialbum grupy pt. Ezkaton.

### Od 2009

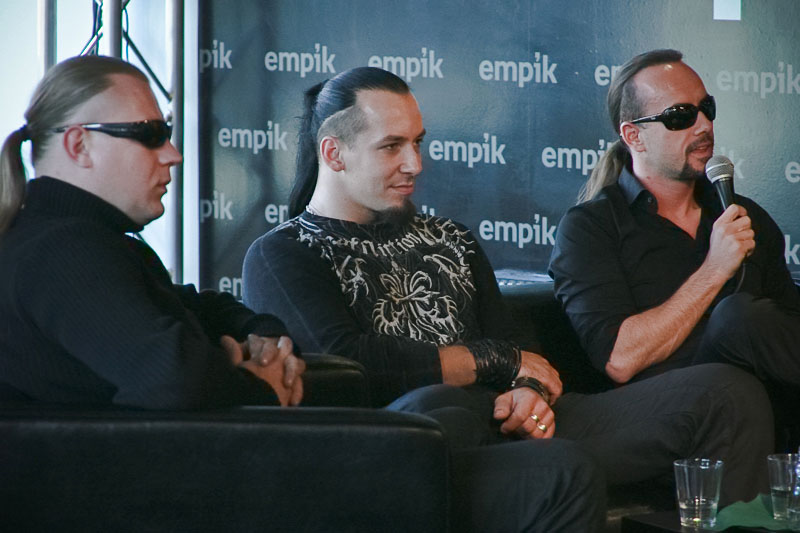
Od lewej: Zbigniew „Inferno” Promiński, Tomasz „Orion” Wróblewski i Adam „Nergal” Darski podczas spotkania z fanami w Empiku 30 września 2009 roku we Wrocławiu

W 2009 roku gitarzyści grupy Nergal, Seth i basista Orion wzięli udział w targach Musikmesse we Frankfurcie nad Menem, w Niemczech. Spotkanie odbyło się na stanowisku gitar firmy ESP, która sponsoruje grupę. Dziewiąty albumu zespołu zatytułowany Evangelion ukazał się 7 sierpnia 2009 nakładem wytwórni muzycznej Nuclear Blast Records w Europie i 11 sierpnia 2009 roku nakładem Metal Blade Records w Stanach Zjednoczonych. W Polsce album ukazał się 7 sierpnia nakładem Mystic Production. Album został wydany również w wersji digipack z dołączoną płytą DVD zawierająca nagrania zza kulis oraz rozszerzoną szatę graficzną. W ramach promocji albumu został zrealizowany teledysk do utworu pt. „Ov Fire And The Void”.
Nagrania odbyły się w Wytwórni Filmów Fabularnych we Wrocławiu we współpracy z reżyserem Dariuszem Szermanowiczem i zespołem producenckim Grupa 13. Na profilu YouTube zespołu ukazał się reportaż przedstawiający realizację teledysku, do którego zaproszono m.in. Aleksandrę Hamkało. Premiera klipu odbyła się 6 sierpnia 2009. Dzień po premierze został on usunięty z serwisu YouTube. Ocenzurowana wersja została opublikowana tego samego dnia. Oryginalna wersja teledysku została udostępniona na oficjalnej stronie wytwórni muzycznej Metal Blade Records oraz portalu Onet.pl. Album zadebiutował na 56. miejscu listy Billboard 200 w Stanach Zjednoczonych sprzedając się w nakładzie 8500 egzemplarzy w przeciągu tygodnia od dnia premiery. W międzyczasie formacja odbyła w USA trasę koncertową Rockstar Energy Drink Mayhem Festival 2009 2009.
Jesienią zespół odbył w Polsce trasę koncertową pod nazwą Nowa Evangelia Tour 2009. Wraz z Behemoth wystąpiły grupy Black River, Azarath i Hermh. Trasa rozpoczęła się 24 września w Białymstoku, a zakończyła 4 października w Gdańsku. Ponadto grupa wystąpiła w takich miastach jak Warszawa, Lublin, Rzeszów, Kraków, Katowice, Wrocław, Łódź, Poznań i Toruń. W listopadzie 2009 roku dziewiąta płyta zespołu uzyskała status złotej płyty sprzedając się w nakładzie 15 000 egzemplarzy w Polsce. Evangelion został również nagrodzony tytułem płyty roku w plebiscytach magazynów muzycznych Gitarzysta i Terrorizer.
16 czerwca 2010 Behemoth wystąpił na Sonisphere Festival w Warszawie, poprzedzając Metallikę, Slayer, Megadeth i Anthrax. Od czerwca do lipca zespół koncertował po Europie wraz z Decapitated i Ex Deo. Pod koniec lipca rozpoczął drugą turę koncertów na festiwalach, zaczynając od Czech, a kończąc 1 sierpnia w Polsce, na festiwalu Castle Party w Bolkowie. Pozostała część trasy została odwołana z powodu problemów zdrowotnych Adama Darskiego. Odwołana została także trasa po Rosji i krajach bałtyckich we wrześniu i październiku oraz amerykańska trasa „Lawless States of Heretika” z zespołami Watain, Withered i Black Anvil w listopadzie i grudniu. 12 sierpnia 2010 opublikowano nowy wideoklip do utworu „Alas, lord Is Upon Me” zrealizowany po raz trzeci z Dariuszem Szermanowiczem i Grupą 13, nakręcony na terenie opactwa Cystersów w Lubiążu na Dolnym Śląsku. 5 listopada 2010 roku w Europie ukazało się wydawnictwo DVD – Evangelia Heretika w którym znalazły się dwa koncerty zarejestrowane w Paryżu (jeszcze w ramach promocji The Apostasy) oraz w Warszawie. W Stanach Zjednoczonych nagrania ukazały się 9 listopada tego samego roku nakładem wytwórni muzycznej Metal Blade Records.
16 maja 2011 roku w Europie nakładem wytwórni muzycznej Peaceville Records ukazała się druga kompilacja nagrań zespołu pt. Abyssus Abyssum Invocat. W Stanach Zjednoczonych kompilacja ukazała się 7 czerwca tego samego roku nakładem Metal Blade Records. Na pierwszej płycie zostały opublikowane utwory pochodzące z amerykańskiej edycji minialbumu Conjuration wydanego w 2003 roku. Z kolei na drugiej płycie znalazły się utwory pochodzące z wydanego w 2005 roku minialbumu Slaves Shall Serve oraz wcześniej niepublikowane kompozycje „Lam” i „As Above So Below” zarejestrowane na żywo. 26 lipca 2011 wydano wideoklip do utworu „Lucifer”, ponownie zrealizowany z Grupą 13 i Dariuszem Szermanowiczem oraz z Łukaszem Tunikowskim.
Z końcem roku muzycy wznowili działalność koncertową. Pierwsze występy odbyły się w Polsce w ramach Phoenix Rising Tour. Kontynuację tournée stanowiły występy w lutym 2012, także w ojczyźnie zespołu. Wśród tych występów miał miejsce specjalny koncert wraz z Vader, Decapitated oraz The Sixpounder, z okazji 666 lecia nadania praw miejskich Bydgoszczy. W lutym formacja wystąpiła podczas licznych koncertów w Europie m.in. wraz z Cannibal Corpse i Legion of the Damned. Natomiast na przełomie kwietnia i maja grupa odbyła trasę koncertową w USA. W koncertach w ramach The American Decibel Magazine Tour 2012 uczestniczyły także Watain, The Devil’s Blood oraz In Solitude. Z kolei 12 czerwca odbyła się premiera autoryzowanej biografii zespołu pt. Konkwistadorzy diabła (ISBN 978-83-934928-0-0) autorstwa Łukasza Dunaja.

## Muzyka

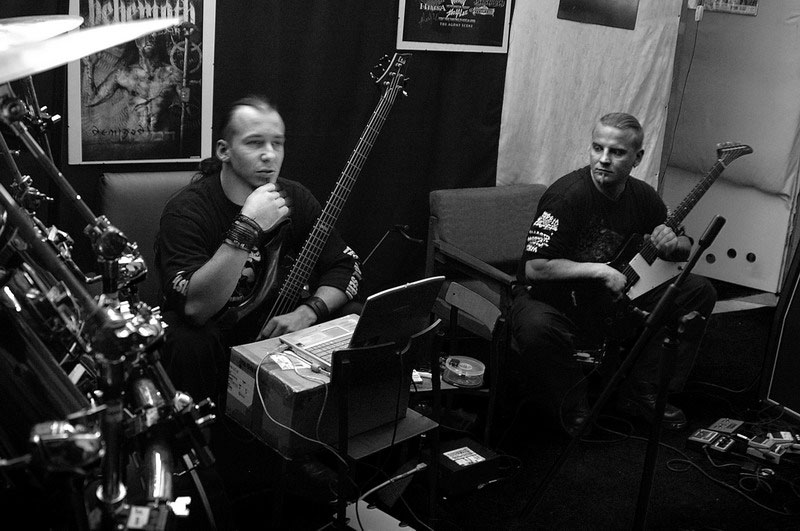
Od lewej basista grupy Tomasz Wróblewski i gitarzysta Patryk Sztyber podczas próby w roku 2007

W 1994 roku ukazał się debiutancki album zespołu zatytułowany Sventevith (Storming Near the Baltic). W muzyce zespołu wyraźne są wpływy prekursorów gatunku black metal Celtic Frost, Sadness, Rotting Christ, Necromantia czy Hellhammer. Album charakteryzuje wyższa jakościowo produkcja nagrań w stosunku do demonstracyjnych wydawnictw. Gościnnie na albumie wystąpił Cezary Augustynowicz z grupy Christ Agony, który zagrał na instrumentach klawiszowych.
Drugi album grupy zatytułowany Grom nie odbiegał stylistycznie od wydanego rok wcześniej debiutu. Na płycie zostały umieszczone dwa utwory zaśpiewane w języku polskim, były to tytułowy „Grom” oraz „Lasy Pomorza”. Autorem wszystkich utworów i tekstów jest „Nergal”, z wyjątkiem utworów „Intro”, który skomponował Piotr Weltrowski, oraz „Dragon’s Lair (Cosmic Flames and Four Barbaric Seasons)”, do którego tekst napisał „Baal Ravenlock”. Partie instrumentów klawiszowych gościnnie wykonał Piotr Weltrowski. Jest to również jedyne wydawnictwo w historii zespołu, na którym pojawił się żeński śpiew.
Trzeci materiał formacji zatytułowany Pandemonic Incantations stanowi wyraźne odejście od stylistyki paganmetalowej. Jest to również pierwszy album z perkusistą Zbigniewem Promińskim, którego muzyczne inspiracje z gatunku death metal wyraźnie zarysowały charakter partii wspomnianego instrumentu. Utwory na albumie zrealizowano w szybszych tempach z udziałem instrumentów klawiszowych, na których gościnnie zagrał Piotr Weltrowski. Riffy na Pandemonic Incantations są melodyjne oraz znacznie „cięższe” niż na poprzednim wydawnictwie zespołu, co często podkreślają recenzenci.
Album Satanica stanowi odejście zespołu od konwencji blackmetalowej na rzecz death metalu. W utworach dominują szybkie tempa z charakterystycznymi interludiami opartymi na brzmieniu syntezatorów. Jest to również pierwsze wydawnictwo zespołu, na którym pojawiają się nakładane partie wokalne oraz ich modulacje. Zdaniem krytyków jest to również jeden z najważniejszych prekursorskich albumów z gatunku blackened death metal, do którego zespół jest zaliczany. Był to również album, na którym po raz pierwszy grupa współpracowała z poetą Krzysztofem Azarewiczem.
Kolejny album zespołu pt. Thelema.6 został zrealizowany w stylu deathmetalowym. Brzmienie utworów oparto w dużym stopniu na sekcji rytmicznej. W utworach występują partie solowe perkusisty grupy Zbigniewa Promińskiego oraz ówczesnego sesyjnego basisty zespołu Marcina Nowaka. Brzmienie przez krytyków określane jest często jako „kliniczne”, zważywszy na szczegółowość brzmienia poszczególnych instrumentów, sampli, loopów oraz partii instrumentów klawiszowych, które gościnne zrealizował Maciej Niedzielski z grupy Artrosis.
W 2003 roku ukazał się szósty album Behemoth zatytułowany Zos Kia Cultus (Here and Beyond). Większość nagrań skomponował Adam Darski, pomijając utwory: „No Sympathy for Fools”, który współkomponował Mateusz Śmierzchalski; „Fornicatus Benefictus” autorstwa Ravena Moonshae oraz „Hekau 718”, do którego muzykę napisał Piotr „Trotzky” Weltrowski, sam utwór zaś w ocenie krytyków nawiązuje do twórczości grupy Nile. Po raz pierwszy zespół zastosował również siedmiostrunowe gitary marki Ibanez. Muzyka Zos Kia Cultus została zainspirowana w dużym stopniu twórczością amerykańskiej grupy deathmetalowej Morbid Angel, brzmienie przez krytyków określane jest jako klarowne, całość została oparta na perkusji z jej partiami solowymi, która została zrealizowana na systemie triggerów.

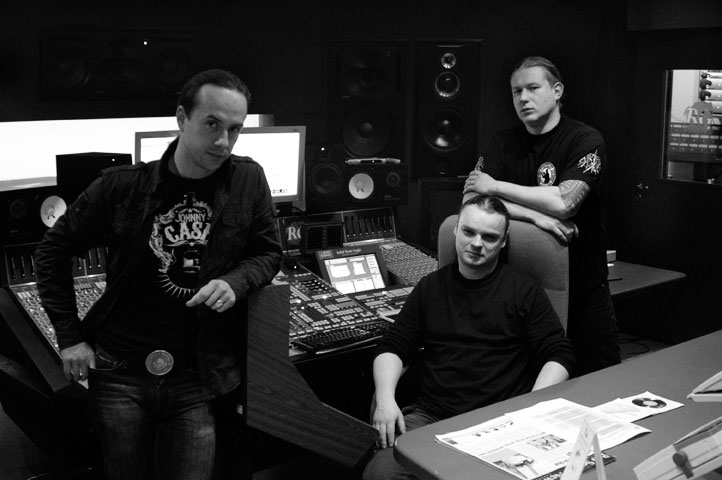
Zespół Behemoth podczas sesji nagraniowej albumu The Apostasy w gdańskim RG Studio. Od lewej lider zespołu Adam Darski, inżynier dźwięku i realizator nagrań Arkadiusz Malczewski oraz perkusista Zbigniew Promiński

Wydany w 2004 roku album pt. Demigod powstał już w nowym składzie z udziałem basisty Tomasza Wróblewskiego i gitarzysty Patryka Sztybera, który jest autorem wszystkich partii gitary akustycznej znajdujących się na płycie. Krytycy o albumie powiedzieli, że stanowi on jakościowy rozwój muzyki zespołu. Produkcja nagrań została powierzona Szwedowi o nazwisku Daniel Bergstrand. Występują w nim charakterystyczne orkiestracje autorstwa Piotra Bańki oraz inkantacje w wykonaniu męskiego Lubelskiego Chóru Akademickiego (w utworach „Sculpting the Throne ov Seth” oraz „The Reign ov Shemsu Hor”). W 2006 roku ukazał się pierwszy oficjalny box grupy zatytułowany Demonica, zawierający wczesne nagrania z albumów demo Behemoth, które zostały oczyszczone oraz ponownie zmasterowane. Ponadto na wydawnictwie ukazał się pierwszy autorski utwór w historii zespołu zatytułowany „Cursed Angel of Doom” oraz nagrane podczas sesji nagraniowej albumu Demigod utwory „Spellcraft & Heathendom” i „Transylvanian Forest”, zrealizowane w nowej aranżacji o szybszym tempie.
Ósmy album grupy, zatytułowany The Apostasy, został zrealizowany z gościnnym udziałem jazzowego pianisty Leszka Możdzera oraz wokalisty Warrela Dane (z grupy Nevermore), którzy wystąpili w utworze „Inner Sanctum”, w którym pojawiły się również sample nagrane w świątyni Hagia Sofia w Stambule. Ponadto utwór pt. „Pazuzu” zawiera sample nagrane w świątyni Sawayambunath Stupa (potocznie Świątynia Małp) w Katmandu, nagrań dokonał Darski podczas podróży po Nepalu w 2005 roku. W nagraniu albumu brał udział również siedmioosobowy chór pod batutą Jakuba Mańkowskiego. Rola chóru została wyeksponowana w przeciwieństwie do poprzedniego wydawnictwa Behemoth, na którym wykonał on tylko inkantacje, sekcji dętej, która zdaniem krytyków poszerza bogate brzmienie zespołu, w znacznym stopniu skierowane na kreowanie atmosfery.
Nagrany w gdańskim RG Studio i wydany 7 sierpnia 2009 (w USA 4 dni później) album Evangelion przyniósł zespołowi kolejne sukcesy nie tylko za sprawą różnorodności pomysłów, lecz także naturalnego brzmienia utworów oraz wysokiej jakości produkcji nagrań za sprawą producentów muzycznych Daniela Bergstranda i Colina Richardsona oraz inżyniera dźwięku Teda Jensena. W realizacji albumu towarzyszył m.in. Tomasz „Ragaboy” Osiecki, kwintet instrumentów dętych blaszanych Hevelius Brass i Maciej Maleńczuk.

## Interpretacje

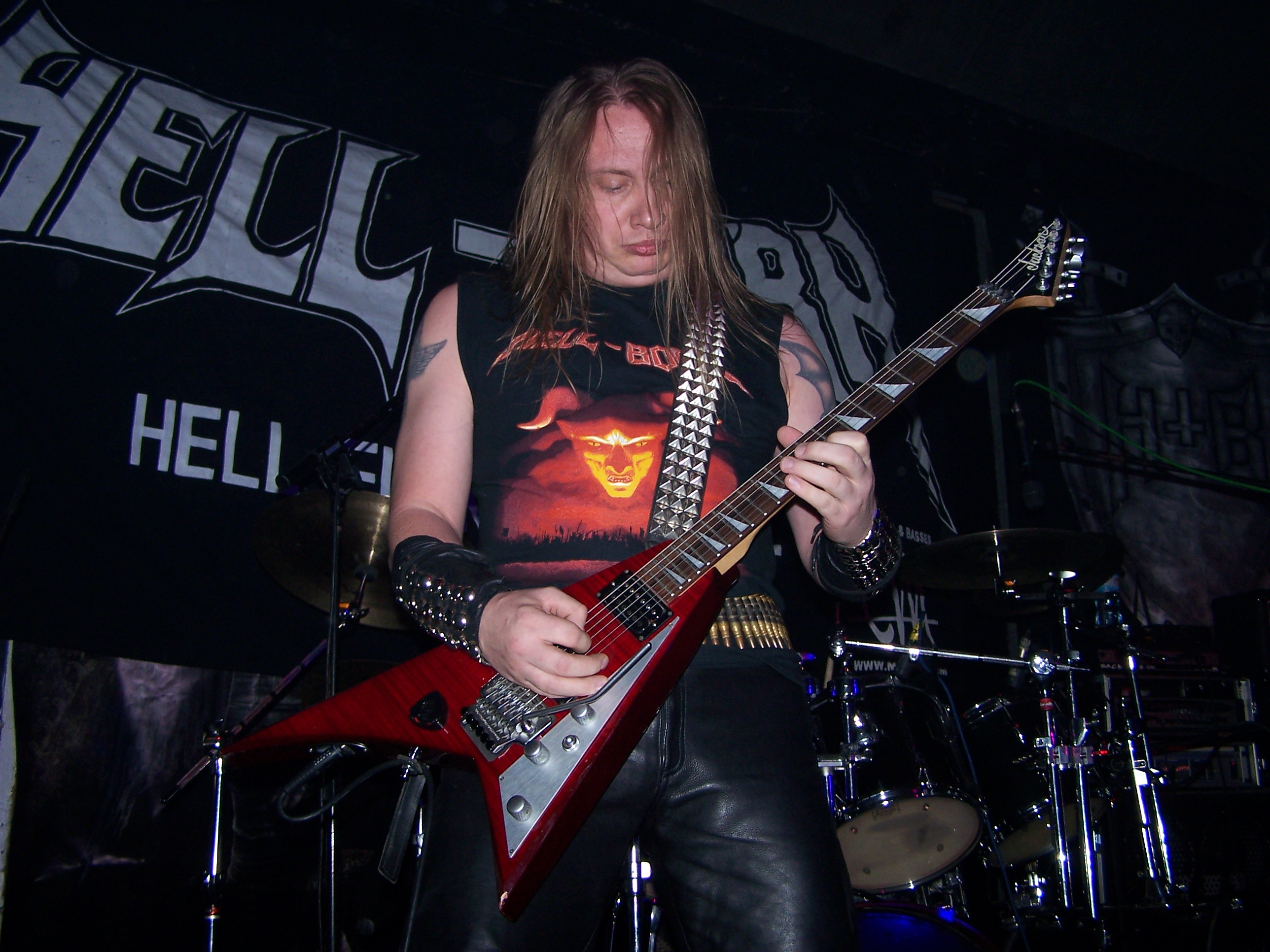
Były członek Behemoth Leszek „Les Chaos” Dziegielewski. Muzyk występował w grupie w latach 1996, 1998−1999 (na zdjęciu podczas koncertu wraz z grupą Hell-Born)

W repertuarze grupy Behemoth znajduje się kilkanaście interpretacji utworów wykonawców, którzy inspirowali muzyków w początkowym okresie jej istnienia, jak i odmienne stylistycznie kompozycje popularnych wykonawców rockowych. Pierwszym coverem który przygotował Behemoth w swej historii był utwór „Aggressor” z repertuaru szwajcarskiej grupy Hellhammer pochodzący z wydanego w 1984 roku albumu Apocalyptic Raids. Utwór ten znalazł się drugim demie Behemoth pt. The Return of the Northern Moon (1993). W 1994 roku na minialbumie ...From the Pagan Vastlands ukazał się utwór pt. „Deathcrush” norweskiej grupy Mayhem, który w oryginale ukazał się 1987 roku na albumie Deathcrush.
W 1996 roku na zaproszenie Tomasza Krajewskiego i jego wytwórni muzycznej Pagan Records w P.J. Studio zespół nagrał utwór pt. „Ostatni tabor” thrashmetalowej grupy Kat pochodzący z jej debiutanckiego singla „Ostatni tabor / Noce szatana”. Kompozycja ta ukazała się w 1998 roku na kompilacji Czarne zastępy – W hołdzie Kat zawierającej również nagrania grupy Kat w interpretacji takich zespołów jak Lux Occulta, Vader czy Hermh.
W 2000 roku ukazał się minialbum grupy Antichristian Phenomenon zawierający interpretację „Satanas” z repertuaru brazylijskiej grupy Sarcófago (album Satanic Lust). Na wydanej rok później reedycji znalazły się ponadto: utwór „Carnage” ponownie z repertuaru grupy Mayhem (album Pure Fucking Armageddon) docelowo przeznaczony na kompilację Originators of Northern Darkness – A Tribute to Mayhem; „Day of Suffering” z repertuaru grupy Morbid Angel (album Blessed Are the Sick) zrealizowany z gościnnym udziałem gitarzysty Łukasza „Bonego” Lubona, członka Devilyn i Adama Sierżegi perkusisty Lost Soul oraz „Hello Spaceboy” angielskiego muzyka i wokalisty Davida Bowie (album 1.Outside) z udziałem klawiszowca Macieja Niedzielskiego znanego m.in. z grupy Artrosis. Ponadto utwór „Day of Suffering” ukazał się w 2002 roku na kompilacji Tyrants From the Abyss – A Tribute to Morbid Angel.
W 2002 roku podczas sesji nagraniowej płyty Zos Kia Cultus (Here and Beyond) zostały zarejestrowane dwa covery na potrzeby wydawnictwa Conjuration, które ukazały się rok później. Były to utwory „Welcome to Hell” angielskiej grupy heavymetalowej Venom (album Welcome to Hell) oraz „Wish” z repertuaru amerykańskiej grupy rockowej Nine Inch Nails (album Broken). Dwa lata później na piątym minialbumie Behemoth zatytułowanym Slaves Shall Serve ukazały się utwory „Until You Call on the Dark” z repertuaru grupy Danzig (album Danzig 4) oraz „Penetration” (album Zoon) z repertuaru grupy The Nefilim pobocznego projektu Carla McCoya, lidera gotyckiej grupy Fields of the Nephilim.

## Instrumentarium

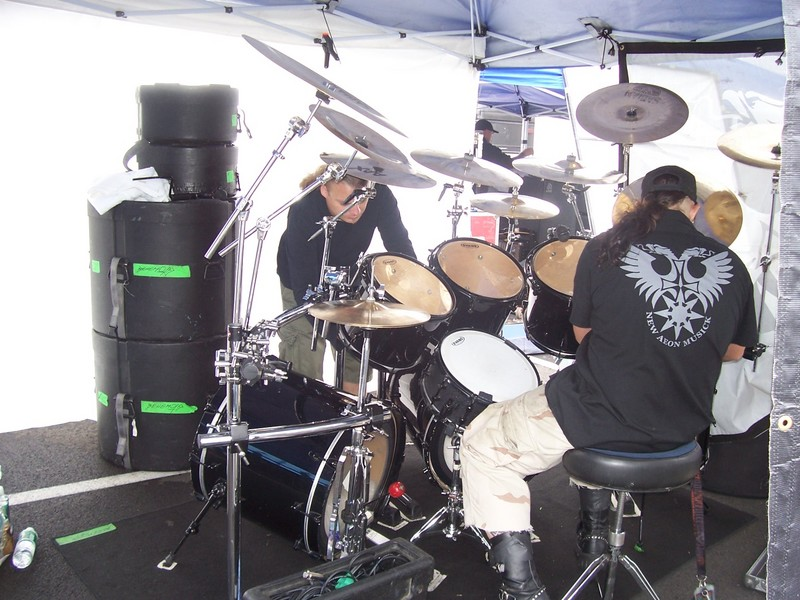
Przygotowania przed koncertem Behemoth na festiwalu Ozzfest

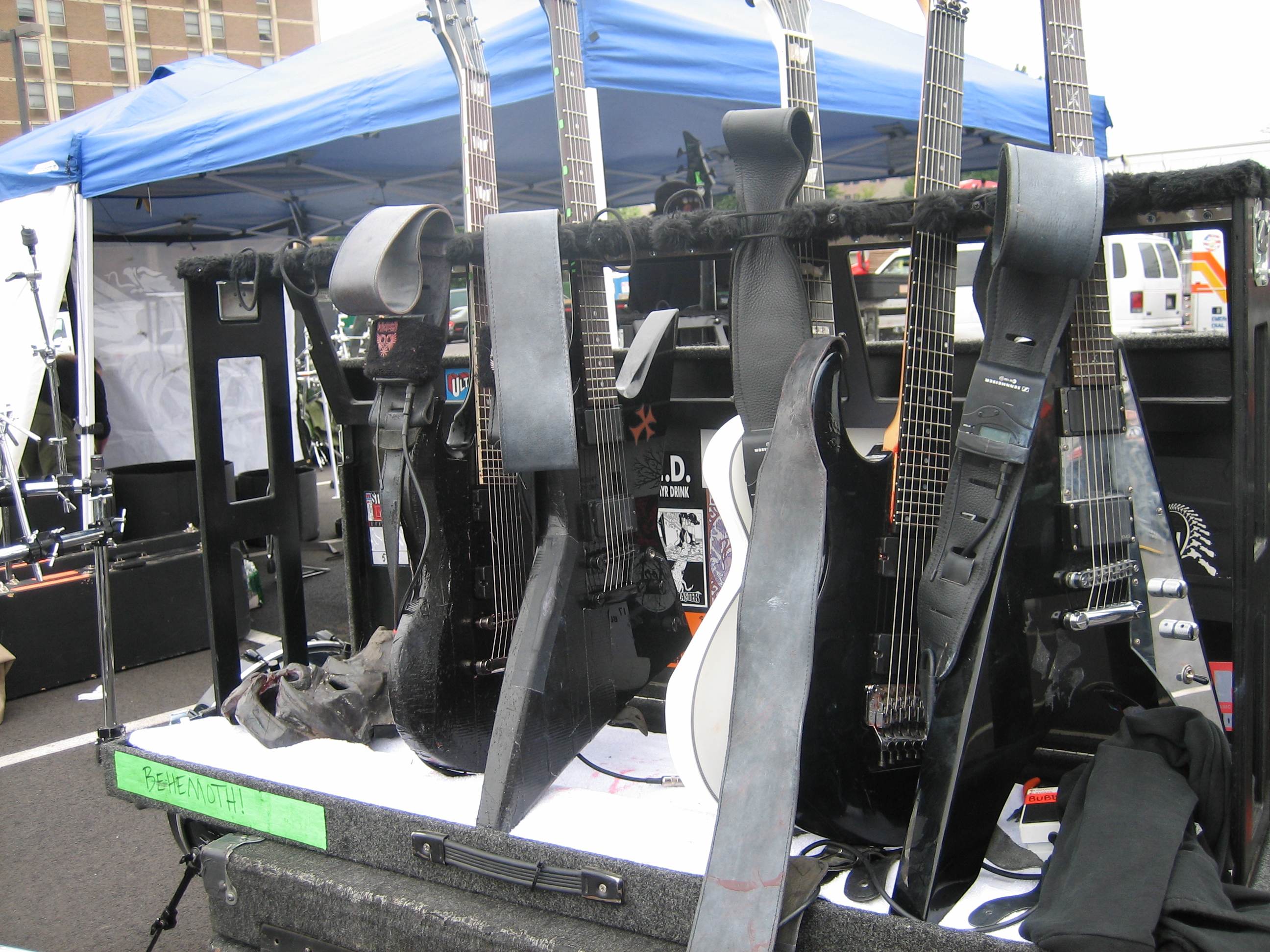
Instrumenty gitarzystów grupy – „Nergala” oraz „Setha”

W 2004 roku grupa Behemoth podpisała kontrakt z polskim producentem gitar Mayones, która przygotowała dla zespołu dwa modele gitar zbudowane na bazie linii Flame EXG Custom (7 strun) oraz Signum Gothic Custom, które powstały w dwóch wersjach o identycznej specyfikacji technicznej, sygnowane napisami HATE (podstrunnica wykonana z palisandru) lub EVIL (podstrunnica wykonana z hebanu), widoczne m.in. w teledysku do utworu „Conquer All” z albumu Demigod. W 2007 roku Darski sprzedał model Signum Gothic Custom sygnowany HATE. We wspomnianym teledysku widoczna jest również sześciostrunnicowa gitara The Legendary Dean V, firmy Dean.
W 2005 roku grupa zerwała kontrakt z producentem Mayones i podpisała kontrakt z japońskim producentem gitar ESP, opiewający na instrumenty zarówno dla gitarzystów, jak i basisty grupy. W początkowym okresie działalności Behemoth lider grupy grał na gitarze Jackson model Kelly (6 strun) oraz przez kilka lat później na gitarach marki Ibanez (7 strun) i Gibson model Explorer (6 strun). Obecnie zaś gra na sześciostrunowym modelu sygnowanym nazwiskiem brytyjskiego gitarzysty Michaela Amotta (znany z grupy Arch Enemy), ponadto korzysta z takich gitar jak LTD EC Series, LTD Ninja 600 Series oraz ESP 7 String Guitar.
Muzyk korzysta również ze wzmacniaczy i kolumn głośnikowych firmy Mesa, Krank i Laboga, systemu efektów gitarowych MARK L Custom Guitar Rack System, pedału Morley Wah-wah oraz strun gitarowych D’Addario o grubości 12-56 i 12-60. W 2009 roku firma ESP przygotowała sygnowany przez Darskiego model gitary siedmiostrunowej LTD HEX-7 Nergal Signature 7 string.
Perkusista grupy „Inferno” gra na instrumentach perkusyjnych amerykańskiej manufaktury Spaun z linii custom w kolorze Piano Black oraz pałeczkach Vic Firth (5B American Hickory). Całość oparta jest na systemie multiclams oraz ramion marki Gibraltar. W skład zestawu wchodzą tom-tomy 8x8 cali, 9x10 cali, 10x12 cali, 11x13 cali, 12x14 cali; floor-tomy 16x16 cali, 16x18 cali, bass drums 2x18x22 cali oraz sygnowany werbel Inferno 8x14 cali z naciągami firmy Evans; system triggerów Axis E-kits z modułami elektronicznymi Alesis DM5, Korg D888 oraz tzw. stopami marki Axis model A Longboards. Do 2010 roku Promiński grał na talerzach perkusyjnych firmy Sabian w następującej specyfikacji: AAX Metal Hats 14 cali, AAX Metal Ride 20 cali, HHX Evolution China 14 cali,AA China 20 cali, AAX Metal Crash 16 cali, AAX DarkCrush 17 cali, AAX Metal Crash 18 cali, AAX China 18 cali, AAX Extreme China 17 cali. Również w 2010 roku muzyk nawiązał współpracę z firmą Paiste, która zaopatruje muzyka w talerze perkusyjne.
Basista „Orion” gra na czterostrunowej gitarze basowej sygnowanej nazwiskiem Toma Araya (basista grupy Slayer) oraz modelach LTD F-255FM 5 String i LTD B-500 4 String. Muzyk korzysta (zbudowane w systemie rack widocznym na zdjęciu) również z przedwzmacniaczy Sansamp (model Sansamp RBI) i ADA (model ADA mp2), wzmacniaczy oraz kolumn głośnikowych firmy Ampeg (model B2R) i Madison (odpowiednio modele E-600, MAB-810), pedałów efektów firmy Boss oraz BBE sonic maximizer. Wróblewski korzystał również z instrumentów Spector Rex 5 String Bass Guitar i JB (Guitarmanus) custom 5 String Bass Guitar.
Sesyjny gitarzysta grupy „Seth” również gra na sześcio- i siedmiostrunowych gitarach firmy ESP oraz korzysta ze wzmacniaczy firmy Laboga i systemu rack Mark L. Ponadto muzycy Behemoth korzystają z systemu bezprzewodowego Sennheiser służącego do podłączania instrumentów do wzmacniaczy.

## Symbolika

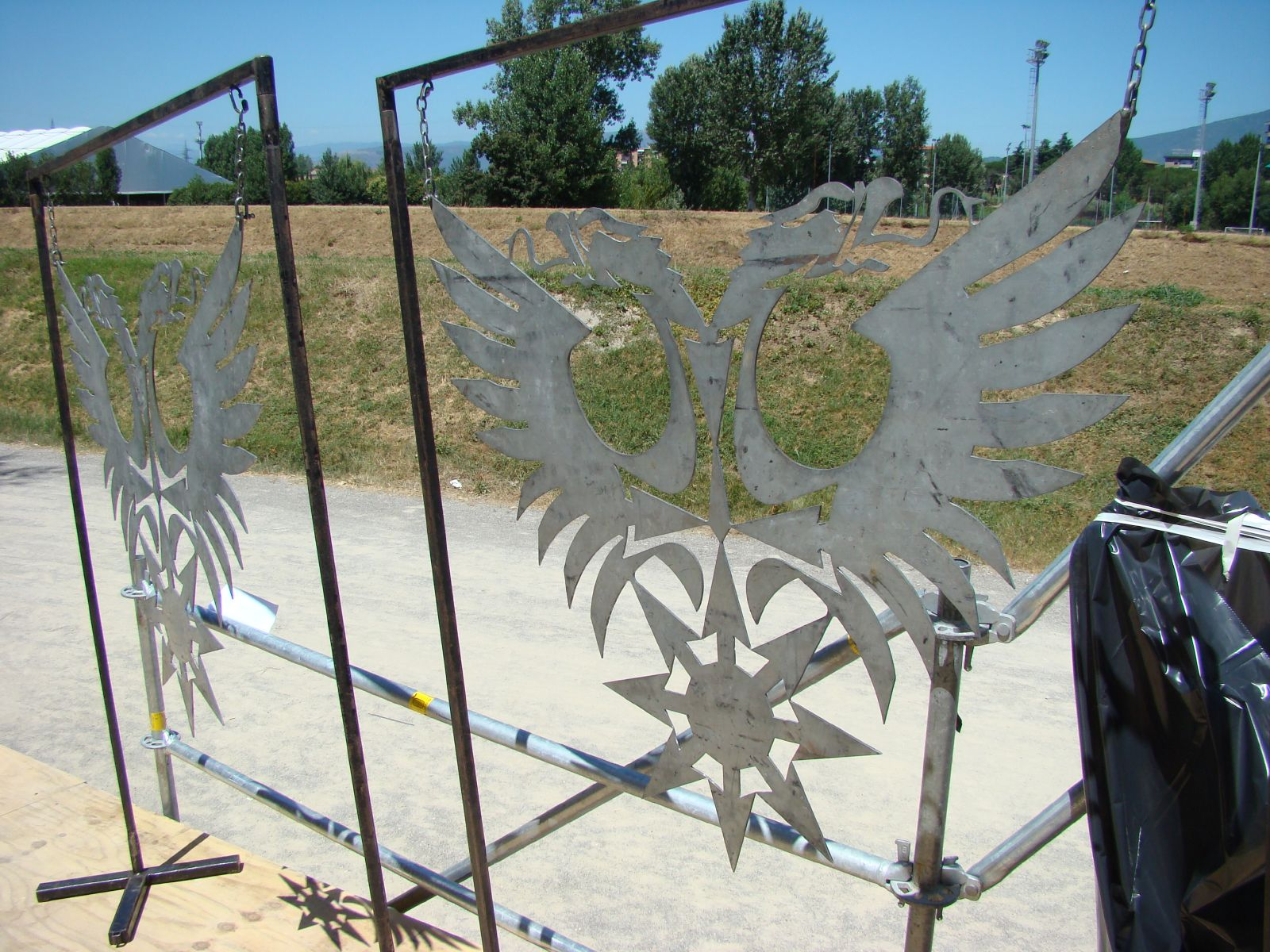
Elementy scenografii wykorzystywanej podczas koncertów przez grupę Behemoth.

Grupa Behemoth w swej twórczości szeroko nawiązuje do symboli antychrześcijańskich, okultystycznych oraz mitologii Bliskiego Wschodu. Podczas koncertów jako element scenografii zespół wykorzystuje umieszczony na statywie Heksagram Thelemy autorstwa Aleistera Crowleya, symbol ten przedstawia makrokosmos, jego sześć ramion odpowiada Saturnowi, Jowiszowi, Marsowi, Wenus, Słońcu oraz Księżycowi, pojawia się on również na obwolucie wydawnictwa The Apostasy typu slipcase.
Na wspomnianej płycie pojawia się również Pazuzu, demon z mitologii sumeryjskiej, którego postać opisuje utwór o tym samym tytule. Okładka albumu nawiązuje natomiast do hinduskiej bogini czasu i śmierci Kali, której rzeźbę na potrzeby wydawnictwa wykonał grafik grupy Tomasz „GRAAL” Daniłowicz w oparciu o pomysł lidera zespołu „Nergala”.
W logo agencji New Aeon Musick zajmującej się m.in. promocją zespołu oraz tzw. merchandise widoczna jest Gwiazda chaosu oraz w jego górnej części mistyczny ptak feniks. Zespół przez krótki czas występował również pod nazwą antychrześcijańskiego bóstwa Baphometa. Wspomniana postać widnieje na okładce albumu Zos Kia Cultus (Here and Beyond).
Przekaz grupy jest określany jako antykatolicki, a krytycy wskazują, że twórczość grupy stanowi szerzenie satanizmu i okultyzmu. W 2008 rozpoczęły się procesy sądowe wytoczone Adamowi Darskiemu, który miał dopuścić się przestępstwa obrazy uczuć religijnych, dokonując podczas koncertu grupy Behemoth 13 września 2007 zniszczenia egzemplarza Biblii. W październiku 2012 Ryszard Nowak, przewodniczący Ogólnopolskiego Komitetu Obrony przed Sektami, złożył w prokuraturze zawiadomienie o przestępstwie zgwałcenia, którego mieli dopuścić się Adam Darski i pozostali muzycy Behemoth podczas trasy koncertowej zespołu (podstawą była treść książki Spowiedź heretyka. Sacrum Profanum, autorstwa Adama Darskiego z 2012).
Przeciwko organizacji koncertów grupy Behemoth odbywały się protesty społeczne, w których udział brały m.in. Ogólnopolski Komitet Obrony przed Sektami w Gdańsku, poseł PiS z Bydgoszczy Kosma Złotowski oraz organizacje prawosławne i katolickie: Kraków (2009), Toruń (2011), podczas trasy w styczniu 2011, Białystok (2012), Bielsko-Biała (2012), Gdańsk (2013), Poznań (2014). Po odwołaniu koncertu w Poznaniu w 2014 r. pojawiły się protesty przeciwko koncertowi w Gdańsku. W kwietniu 2012 podczas amerykańskiej trasy koncertowej został odwołany występ grupy w Columbus w stanie Ohio z uwagi na konflikt religijny z właścicielami miejsca koncertu.
Uzasadniając to między innymi tym, że „tekściarzem zespołu Behemoth jest okultysta Krzysztof Azarewicz”, Jerzy Wasiukiewicz stwierdził: „Wystarczyło bowiem niewiele wysiłku, aby trochę poszperać w Internecie i do końca się upewnić, że Darski jest świadomym satanistą i przestać się cieszyć z jego sukcesów na świecie”.

## Dyskografia

### Albumy studyjne
- Sventevith (Storming Near the Baltic) (1995)
- Grom (1996)
- Pandemonic Incantations (1998)
- Satanica (1999)
- Thelema.6 (2000)
- Zos Kia Cultus (Here and Beyond) (2002)
- Demigod (2004)
- The Apostasy (2007)
- Evangelion (2009)
- The Satanist (2014)
- I Loved You at Your Darkest (2018)
- Opvs Contra Natvram (2022)
- The Shit ov God (2025)

## Nagrody i wyróżnienia

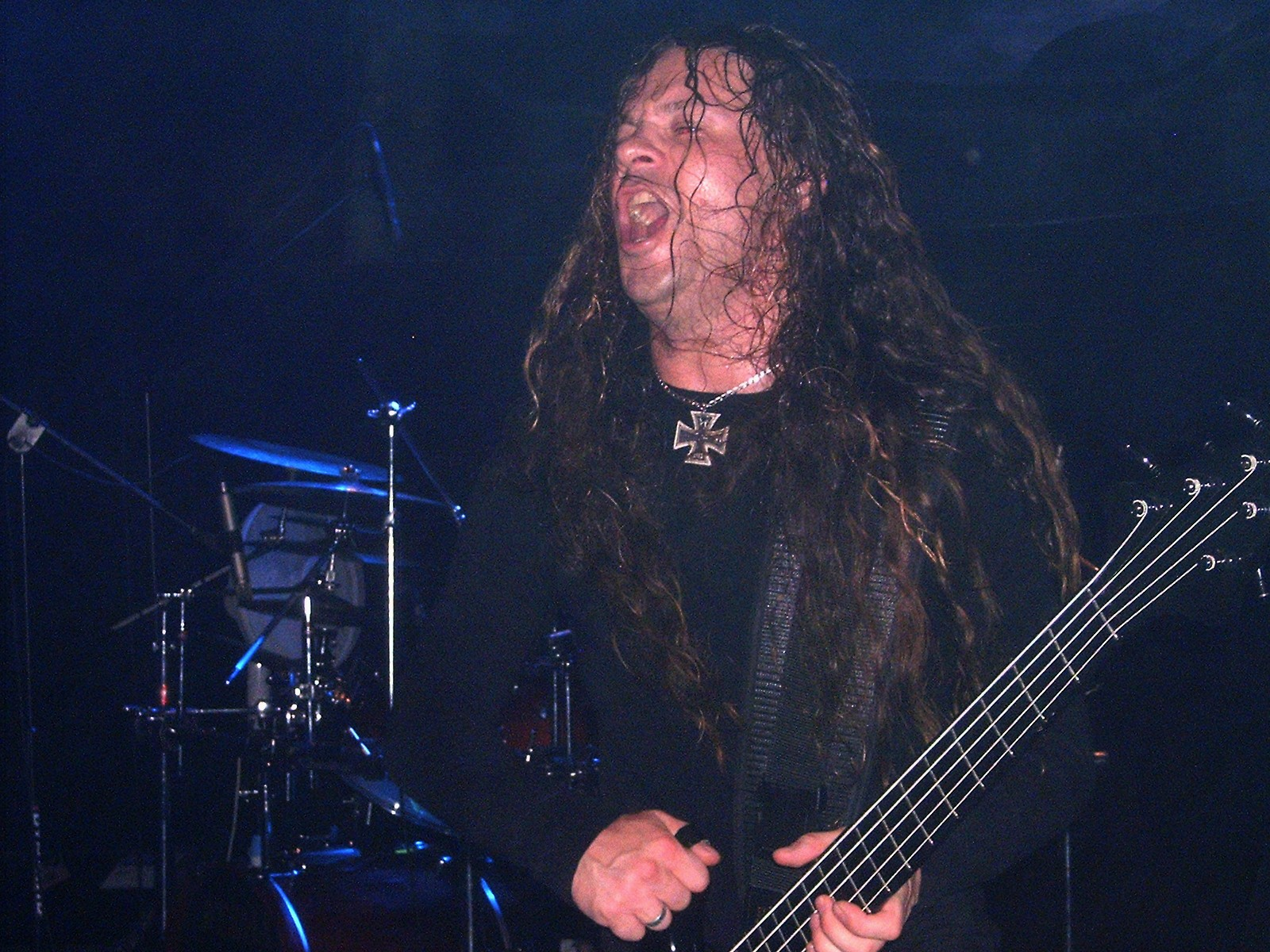
Były basista Behemoth Marcin „Novy” Nowak. Muzyk występował w grupie w latach 2000–2003 (na zdjęciu podczas koncertu wraz z grupą Vader)

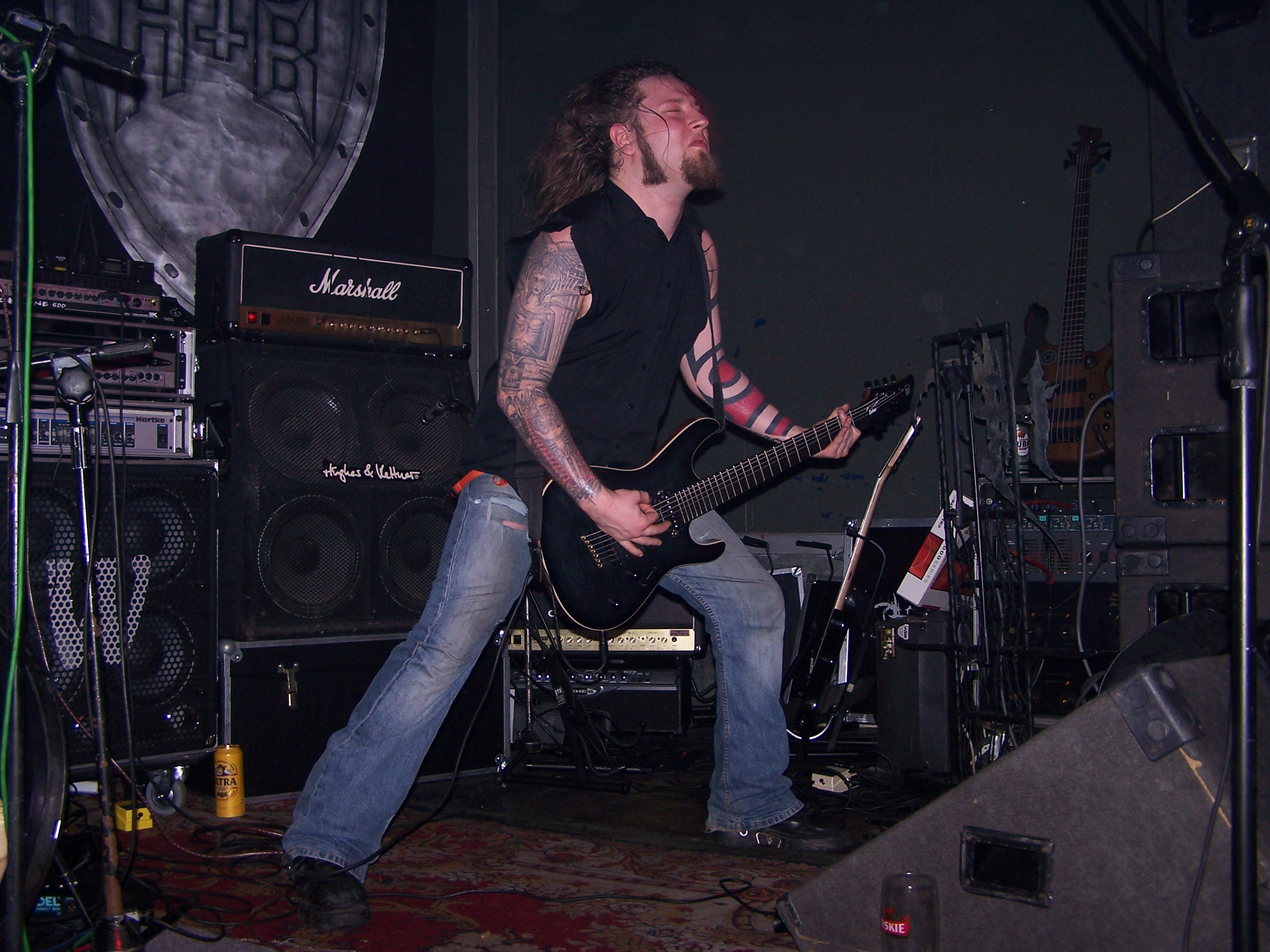
Były gitarzysta Behemoth Mateusz „Havoc” Śmierzchalski. Muzyk występował w grupie w latach 1999–2004. (na zdjęciu podczas koncertu wraz z grupą Blindead)

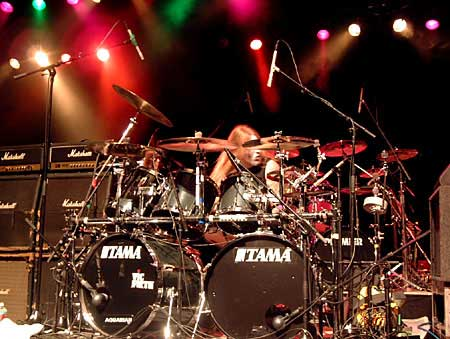
Zbigniew „Inferno” Promiński podczas koncertu na festiwalu Blackest of the Black w Los Angeles w roku 2003

| Rok  | Kategoria                                                       | Nagroda                             | Nota        |
| ---- | --------------------------------------------------------------- | ----------------------------------- | ----------- |
| 2002 | Muzyk roku (Nergal)                                             | Plebiscyt Metal Hammer, 2001        | 3. miejsce  |
| 2002 | Osobowość roku (Nergal)                                         | Plebiscyt Metal Hammer, 2001        | 3. miejsce  |
| 2003 | Muzyk roku (Nergal)                                             | Plebiscyt Metal Hammer, 2002        | 7. miejsce  |
| 2003 | Zespół roku                                                     | Plebiscyt Metal Hammer, 2002        | 7. miejsce  |
| 2003 | Album roku (Zos Kia Cultus (Here and Beyond))                   | Plebiscyt Metal Hammer, 2002        | 8. miejsce  |
| 2005 | Best underground band                                           | Metal Hammer Golden Gods Awards     | Nominacja   |
| 2005 | Best death metal album (Demigod)                                | Metal Storm Awards, 2004            | Nagroda     |
| 2005 | Album roku – rock/metal (Demigod)                               | Fryderyk                            | Nominacja   |
| 2006 | Zespół roku                                                     | Plebiscyt Mystic Art, 2005          | Nagroda     |
| 2006 | Osobowość roku (Nergal)                                         | Plebiscyt Mystic Art, 2005          | Nagroda     |
| 2007 | Top 20 Death Metal Guitarists                                   | Plebiscyt Decibel Magazine          | 17. miejsce |
| 2008 | Montaż (teledysk „At the Left Hand ov God”)                     | Yach Film 2008                      | Nominacja   |
| 2008 | Grand Prix (teledysk „At the Left Hand ov God”)                 | Yach Film 2008                      | Nominacja   |
| 2008 | Reżyseria (teledysk „At the Left Hand ov God”)                  | Yach Film 2008                      | Nominacja   |
| 2008 | Album roku – rock/metal (The Apostasy)                          | Fryderyk                            | Nominacja   |
| 2008 | Best death metal album (The Apostasy)                           | Metal Storm Awards, 2007            | Nagroda     |
| 2008 | Album roku (The Apostasy)                                       | Plebiscyt Mystic Art, 2007          | 2. miejsce  |
| 2008 | Płyta roku (The Apostasy)                                       | Plebiscyt rockmetal.pl, 2007        | 1. miejsce  |
| 2009 | Best Live Band                                                  | Plebiscyt Terrorizer, 2008          | Nagroda     |
| 2009 | Best Drummer (Inferno)                                          | Plebiscyt Terrorizer, 2008          | Nagroda     |
| 2009 | Best Vocalist (Nergal)                                          | Plebiscyt Terrorizer, 2008          | Nagroda     |
| 2009 | Personality Of The Year (Nergal)                                | Plebiscyt Terrorizer, 2008          | 2. miejsce  |
| 2009 | Album roku – heavy metal (At The Arena ov Aion – Live Apostasy) | Fryderyk                            | Nominacja   |
| 2009 | Zespół roku                                                     | Plebiscyt Metal Hammer, 2008        | 3. miejsce  |
| 2009 | Wokalista roku (Nergal)                                         | Plebiscyt Metal Hammer, 2008        | 1. miejsce  |
| 2009 | Instrumentalista roku (Orion)                                   | Plebiscyt Metal Hammer, 2008        | 2. miejsce  |
| 2009 | –                                                               | Fenomeny Przekroju                  | Nominacja   |
| 2009 | Best underground band                                           | Metal Hammer Golden Gods Awards     | Nagroda     |
| 2009 | Artysta roku                                                    | Nocne Marki                         | Nagroda     |
| 2009 | Najlepsza polska płyta (Evangelion)                             | Plebiscyt Magazynu Gitarzysta       | Nagroda     |
| 2009 | Najlepszy polski zespół                                         | Plebiscyt Magazynu Gitarzysta       | Nagroda     |
| 2009 | Najlepszy gitarzysta (Nergal)                                   | Plebiscyt Magazynu Gitarzysta       | Nagroda     |
| 2009 | Najlepszy utwór („Lucifer”)                                     | Plebiscyt Magazynu Gitarzysta       | Nagroda     |
| 2010 | Płyta roku 2009 (Evangelion)                                    | Plebiscyt czytelników Rockmetal.pl  | 2. miejsce  |
| 2010 | Najlepszy zespół                                                | Plebiscyt Magazynu Terrorizer, 2009 | Nagroda     |
| 2010 | Najlepszy zespół koncertowy                                     | Plebiscyt Magazynu Terrorizer, 2009 | Nagroda     |
| 2010 | Najlepszy basista (Orion)                                       | Plebiscyt Magazynu Terrorizer, 2009 | Nagroda     |
| 2010 | Najlepszy gitarzysta (Nergal)                                   | Plebiscyt Magazynu Terrorizer, 2009 | Nagroda     |
| 2010 | Najlepszy perkusista (Inferno)                                  | Plebiscyt Magazynu Terrorizer, 2009 | Nagroda     |
| 2010 | Najlepszy wokalista (Nergal)                                    | Plebiscyt Magazynu Terrorizer, 2009 | Nagroda     |
| 2010 | Osobowość roku (Nergal)                                         | Plebiscyt Magazynu Terrorizer, 2009 | Nagroda     |
| 2010 | Najlepszy album (Evangelion)                                    | Plebiscyt Magazynu Terrorizer, 2009 | Nagroda     |
| 2010 | Najlepsza okładka (Evangelion)                                  | Plebiscyt Magazynu Terrorizer, 2009 | Nagroda     |
| 2010 | Kategoria rock                                                  | Sztorm Roku                         | Nominacja   |
| 2010 | Best underground band                                           | Revolver Golden Gods Awards         | Nominacja   |
| 2010 | Wydawnictwo Specjalne Najlepsza Oprawa Graficzna (Evangelion)   | Fryderyk                            | Nominacja   |
| 2010 | Album Roku Heavy Metal (Evangelion)                             | Fryderyk                            | Nagroda     |
| 2010 | Produkcja Muzyczna Roku (Evangelion)                            | Fryderyk                            | Nominacja   |
| 2010 | Grupa Roku                                                      | Fryderyk                            | Nominacja   |
| 2010 | Wideoklip Roku („Ov Fire And The Void”)                         | Fryderyk                            | Nominacja   |
| 2010 | Album Roku (Evangelion)                                         | Plebiscyt Metal Hammer, 2009        | Nagroda     |
| 2010 | Zespół Roku                                                     | Plebiscyt Metal Hammer, 2009        | Nagroda     |
| 2010 | Przebój Roku („Ov Fire and the Void”)                           | Plebiscyt Metal Hammer, 2009        | Nagroda     |
| 2010 | Instrumentalista Roku (Nergal)                                  | Plebiscyt Metal Hammer, 2009        | Nagroda     |
| 2010 | Instrumentalista Roku (Inferno)                                 | Plebiscyt Metal Hammer, 2009        | 3. miejsce  |
| 2010 | Best death metal album (Evangelion)                             | Metal Storm Awards, 2009            | Nagroda     |
| 2010 | The Best Video („Ov Fire and the Void”)                         | Metal Storm Awards, 2009            | Nagroda     |
| 2010 | Metal Anthem („Ov Fire and the Void”)                           | Metal Hammer Awards (Niemcy)        | Nagroda     |
| 2010 | Najlepsze DVD (Evangelia Heretika)                              | Plebiscyt Magazynu Gitarzysta, 2010 | 5. miejsce  |
| 2010 | Artysta Roku 2010                                               | Plebiscyt Onet.pl                   | Nagroda     |
| 2011 | Wideoklip Roku („Alas, lord Is Upon Me”)                        | Fryderyk                            | Nominacja   |
| 2011 | Zespół roku – Polska                                            | Plebiscyt Metalnews.pl, 2010        | 1. miejsce  |
| 2011 | Metal as Fuck                                                   | Revolver Golden Gods Awards         | Nagroda     |
| 2011 | Zespół roku                                                     | Plebiscyt Metal Hammer, 2010        | 2. miejsce  |
| 2011 | DVD roku (Evangelia Heretika)                                   | Plebiscyt Metal Hammer, 2010        | 1. miejsce  |
| 2011 | Wokalista roku (Nergal)                                         | Plebiscyt Metal Hammer, 2010        | 1. miejsce  |
| 2011 | Instrumentalista roku (Nergal)                                  | Plebiscyt Metal Hammer, 2010        | 4. miejsce  |
| 2012 | Zespół roku 2011                                                | Pure Fucking Metal Awards, 2011     | 1. miejsce  |
| 2012 | Wokalista roku 2011 (Nergal)                                    | Pure Fucking Metal Awards, 2011     | 1. miejsce  |
| 2012 | Gitarzysta roku 2011 (Seth)                                     | Pure Fucking Metal Awards, 2011     | 1. miejsce  |
| 2012 | Perkusista roku 2011 (Inferno)                                  | Pure Fucking Metal Awards, 2011     | 2. miejsce  |
| 2012 | Best International Band                                         | Revolver Golden Gods Awards         | Nominacja   |
| 2012 | Wideoklip roku („Lucifer”)                                      | Fryderyk                            | Nominacja   |
| 2012 | Zespół roku                                                     | Plebiscyt Metal Hammer, 2011        | 5. miejsce  |
| 2012 | Muzyk roku (Nergal)                                             | Plebiscyt Metal Hammer, 2011        | 3. miejsce  |
| 2012 | Najlepsza płyta w historii polskiego metalu (Thelema.6)         | Plebiscyt Machiny, 2012             | 2. miejsce  |
| 2013 | Perkusista roku (Inferno)                                       | Pure Fucking Metal Awards, 2012     | 2. miejsce  |
| 2014 | Zespół roku                                                     | Pure Fucking Metal Awards, 2013     | 2. miejsce  |
| 2014 | Wokalista roku (Nergal)                                         | Pure Fucking Metal Awards, 2013     | 2. miejsce  |
| 2014 | Wydarzenie roku (Czarna Polska Jesień)                          | Pure Fucking Metal Awards, 2013     | 3. miejsce  |
| 2014 | Best Album (The Satanist)                                       | Kerrang! Awards                     | Nominacja   |
| 2025 | Album Roku Metal (30 Years of Blasphemy)                        | Fryderyk                            | Nagroda     |